# コブラの登場人物
コブラの登場人物（コブラのとうじょうじんぶつ）は、寺沢武一による漫画作品『コブラ』及びそれを原作としたアニメ（映画版は『SPACE ADVENTURE コブラ』、TV版は『スペースコブラ』、OVA、2010年TV版は『COBRA THE ANIMATION』）などに登場する架空の人物の一覧。TV版の担当声優名は当時のクレジット表記に基づく。

## 主要人物
コブラ
声：野沢那智（TV版、プレイステーションコミック、コブラ・ザ・アーケード、OVA）、松崎しげる（映画版）、山田康雄（PCエンジン用ゲーム）、屋良有作（プレイステーション用ゲーム）、内田直哉（OVAでの青年期、2010年TV版）
本作の主人公。左腕に仕込まれたサイコガンで銀河系にその名を轟かせる一匹狼の宇宙海賊。実は、イモ虫が苦手。常に葉巻をくわえている。
アーマロイド・レディ
声：榊原良子（TV版、映画版、コブラ・ザ・アーケード、OVAおよび2010年TV版）、石川悦子（PCエンジン用ゲーム）、藤田淑子（プレイステーション用ゲーム）
登場作品：「刺青の女」、「ソード人の秘密」、「黄金の男」、「死の商人」、「サイコガンの秘密」、「シドの女神」、「異次元レース」、「カゲロウ山登り」、「6人の勇士」、「地獄の十字軍」、「ザ・サイコガン」、「タイムドライブ」、「OVER THE RAINBOW」
コブラの相棒。作品全体でのヒロイン。ライブ・メタル（生命金属。古代火星文明の遺物を応用した超技術で作られた超合金）のボディを持つ女性型アーマロイド。強靱なボディと優れた知力の持ち主。また、目からライトのように光を出して物体を照らし出し、内部を透視することもできる。コブラとは強い信頼関係で結ばれており、互いの危機には命を投げ出す事も辞さない。全く登場しないエピソードも多いが、TV版では終盤の「シドの女神」編で破壊された時を除いてほぼ全編に渡って登場しており、原作未登場のエピソードにも登場している。スリーサイズはバスト:88cm、ウエスト:60cm、ヒップ:89cm（「6人の勇士」編より）で、身長はコブラよりもやや高い。寺沢によれば、レディはハイヒールを履いていないため、2人を同じ身長にするとバランスがとれず、すごく小さく見えてしまうとの理由からである。
コブラがジョンソンとして生活している間は、変な言葉遣いをするメイドロボットのベンに扮していた。ベンとしてはジョンソンを毎朝目覚まし時計を投げつけて起こす（しかも日曜日でも「会社に遅れる」と言って）など安物のポンコツロボットを演じており、TV版ではそれに加えてコーヒーもまともに入れず、ポンコツぶりを強調していた。平凡な毎日に飽き飽きしていたジョンソンに話題のトリップムービーを勧め、それが切っ掛けでジョンソンはコブラへと戻る結果となった。追手の銃撃で破壊されたベンのボディを破り、自身もレディとして正体を現す。
「シドの女神」編では、サラマンダーの罠に嵌り爆発に巻き込まれ破壊されてしまうが、マゼラン博士によりボディを修復された。
「6人の勇士」編では、冒頭で火炎林にある神殿内のゴクウを封印していた石の中に彼と入れ替わりで閉じ込められる。レディを解放するため、コブラは6人の勇士を集め、宿敵クリスタル・ボーイを倒すための旅に出ることになったが、彼女こそが実は最後の「6人の勇士」であった。
元は人間で、その時からすでにスタイル抜群の美女であった。事故により生命の危機に瀕した際に、生身の体を捨ててもコブラの相棒であり続ける事を選び、記憶をコンピュータに移し変え、今の姿になったとされている。
本名はエメラルダ＝サンボーン（OVA版での声は高山みなみ）で、サンボーン公国の姫だった。詳細は「6人の勇士」編、「タイムドライブ」編などで描かれている。
シークレット・サンダース
声：坂本真綾（2010年TV版）
登場作品:「黄金の扉」、「マンドラド」、「ブルーローズ」、「マジックドール」、「OVER THE RAINBOW」
「黄金の扉」編で初登場の銀河パトロール隊員。ドミニクとは背中に刺青が無いことを除けば瓜二つの外見をしており、性格もほとんど同じ。しかし彼女自身は自分の事を一切語らないため、その正体やなぜドミニクと瓜二つであるかは不明。コブラ本人をして「シークレット（謎）」と言わしめた。「黄金の扉」編にてコブラの助力によってガロン星の太陽衝突を阻止し、直後の「マンドラド」編を皮切りに数々のエピソードでコブラと共闘するが、よく捕まる。
「ブルーローズ」編のラストにてドミニクと同一人物である可能性(同じ場所にホクロが有る)を示唆されている。

## 海賊ギルド
宇宙のマフィア的組織で、宇宙海賊に代表される様々な犯罪組織によるギルド（組合）である。コブラの宿敵であるクリスタル・ボーイなど、多数の構成員が存在する。

## 刺青の女
ロイヤル三姉妹
ネルソン・ロイヤルの遺児三姉妹で、その遺産の鍵を握る。ジェーンとドミニクは容姿だけでなく髪型もよく似ている。彼女達の背中には父・ネルソンの遺産のありかを示した刺青が入れられており（三原色を正しく割り当てて重ね合わせると宇宙図と地図に変わる）、TVアニメ版では、刺青のデザインは普段は巨大な蝶となっており、シャワーや運動などで体温が高まると文様に変化する。
映画ではファミリーネームがロイヤルから「フラワー」になっている他、設定が大きく異なる。こちらでは100年前に滅亡したミロス星の最後の女王の娘で、元は1人の人間だったが生まれてすぐに3人に分けられ、凍結されて宇宙に放逐された。ミロス星滅亡の100年の後、女王として星の運命を決定する使命を持っていた。女王を決める方法は「2人が死ぬ」か「3人が同じ男性を愛する」かであり、後者の場合は3人は1人に戻る（仮に死亡した者がいた場合、その心は生き残った者に宿る）。それ故に離れていても互いを感応できる力を持ち、TVアニメ版でもジェーンとキャサリンが精神世界で対話したり、その死後に2人の心がドミニクの元へ旅立ったりと設定が部分的に受け継がれている。
ジェーン・ロイヤル
声：中村晃子（映画版）、藤田淑子（TV版）、勝生真沙子（PCエンジン用ゲーム）
ネルソン・ロイヤルの遺児三姉妹の長女（TV版では次女）で、三姉妹の中で最初にコブラと出会った女性。職業は重犯罪者捕獲人（バウンティハンターと同様だが融資保釈金踏み倒しではなく純粋な賞金首だけを追う）で認識番号R373。光線銃を用いての射撃の腕はかなりのもの（コブラのガンベルトを、締めた状態の本人に傷一つ付けず、たった一発撃つだけで切断して見せるほど）。コブラと同じく左利きである。TV版でコブラがキャサリンに語ったところによると、好きな酒はタルカロスとのこと（映画版でもタルカロスを飲むシーンがある）。惑星ダグザードのヘドバ・シティーにてコブラと出会い、ネルソンの隠し財宝とそのカギを握る妹達の捜索のために協力を申し込んだ。その後、コブラをキャサリンが監禁されていたシド刑務所に送り込むもボーイに捕まり背中の刺青の写真を撮られ、植物人間ターベージに種子を植え付けられて操られた挙句に、コブラに救出されたキャサリンを自我の全く無い状態で射殺してしまう。その後、出力を抑えたサイコガンで気絶させられるも正気に戻る事なくまたコブラを殺そうとし、最終的にターベージはコブラに倒されるものの時すでに遅く、種子の成長に脳が耐えられず死亡した。ジェーンとキャサリンの死に、コブラは吸っていた葉巻を思わず噛みちぎるほどに激怒し、ターベージを雇ったクリスタル・ボーイへの報復を決意した（TV版ではワイングラスを握り砕き、報復に向かう際には「今夜の俺はまともじゃない」とまで言っていた）。
TV版では妹キャサリンの犠牲により種子が取り除かれ、自我を取り戻したもののボーイに復讐しようと決闘を挑んだ結果、返り討ちにあって死亡。その魂は精神世界でキャシーと再会し、共にドミニクの元へと向かった。また、賞金稼ぎになった理由が行方不明になった他の2人の姉妹を探すためとされ、コブラの死を疑っていた彼女は過去に幾度か彼の墓を訪れていたとされている。
映画版では設定は大きく異なるが原作に近い流れでコブラと出会い、彼に協力を求めた。共に過ごした1週間のうちにコブラを愛するようになったものの、最後はクリスタル・ボーイに操られたキャサリンに刺殺される。
作者によると、ジェーンのモデルはアメリカの女優ジェーン・フォンダであるとのこと。
キャサリン・“キャシー”・ロイヤル
声：藤田淑子（映画版）、佐々木祐子（TV版）、丸山真奈美（PCエンジン用ゲーム）
ネルソン・ロイヤルの遺児三姉妹の次女（映画版、TV版では末妹）。シュルツによってシド刑務所に監禁され、ジェーンとドミニクの居場所を言うよう迫られていたが、コブラにより独房から救出。壮絶なチェイスの果て刑務所から脱出するも突如現れたスナイパーによって射殺され、背中の刺青の写真を撮られてしまう。そのスナイパーがターベージに操られたジェーンだった。
TV版では、シュルツに捕らえられる以前は小学校の教師をしていた。遺産のありかを示す背中の刺青のために生まれてから20年も他の姉妹と別れて暮らすことになり、自身もシュルツに捕らえられて尋問を受けることになったため、刺青を背中に彫らせた父・ネルソンのことを恨んでいた。原作よりもコブラとの逃避行の描写が大きく増えており、逃避行を「体育の授業」と表して冗談を言ったり、コブラとタルカロスを酌み交わし、彼のためにパイを焼くことを約束するなどの交流も多数描かれたが、結局はターベージに操られたジェーンに撃たれる。原作のように即死こそしなかったものの致命傷を負い、最期は種子の成長で死にかけていたジェーンと精神世界で再会、自身を犠牲にしてジェーンを救った。
映画版では容姿が大きく異なる他、ミロス星を欲してボーイを愛し、ジェーンを殺害したりドミニクの居場所をギルドに流すなどでコブラと敵対する。しかし実は頭に付けられた黄金の骨でボーイに精神を操られていた。ミロス星での死闘でコブラによりボーイが倒され、黄金の骨も溶け去り心の自由を取り戻すが、第7銀河を救うために人工惑星であるミロス星の自爆装置を作動させ絶命した。
ドミニク・ロイヤル
声：風吹ジュン（映画版）、高島雅羅（TV版）、小宮和枝（PCエンジン用ゲーム）
ネルソン・ロイヤルの遺児三姉妹の末妹（映画版では次女、TV版では長姉）。ネルソンの隠し財宝をめぐってコブラと出会う。初登場時はジェーンとキャサリンを殺した海賊ギルドの傘下組織である女盗賊団「スノウ・ゴリラ」に属していると思われたが、実は銀河パトロールのアンダーカバー（潜入捜査官）で（本誌におけるこの初登場の際の表記は「ネルソン少尉」。後に訂正された）。スノウ・ゴリラに潜入したコブラと出会い、直後に潜入捜査官であることがばれて殺されかける（共に潜入していた2人の捜査官は処刑された）が、コブラとの共闘で切り抜ける。その後はコブラと共に刺青の示す惑星ザドスに向かう。最終兵器の処遇は銀河パトロールに任せるつもりだったが、その正体を目の当たりにした事でコブラに委ねた。以後もいくつかの事件でコブラと共闘する。銀河パトロールの大尉として職務には忠実だが、オフの時はコブラとバカンスを楽しんだりしている。上司がコブラへの報酬の約束を反故にした際には自腹を切って払おうとするほど彼への信頼は厚い。「ラグ・ボール」編のラストにはコブラを「必ずつかまえてみせる」と言っているが実際に彼を逮捕しようとする事は最後まで無かった。原作では最終兵器の元へ向かう過程で「ソード人の秘密」編にも同行したが、TV版ではエピソードの入れ替わりにより、そちらには関わっていない。また、TV版では原作で特に描かれなかった姉妹に関する部分が補間されており、ジェーンとキャサリンとの再会を心待ちにしていた事と、彼女らを殺した海賊ギルドの壊滅への決意を新たにするシーンが描かれている。
後にサラマンダーとその手下ドーベルに捕まり、コブラが待ち合わせ場所のホテルに到着した時には彼女の刺青の彫られた背中の皮膚だけが剥がされ、犯行声明として貼り付けられていた。それを見たコブラは激しく動揺して劇中で初めて号泣し、悲嘆に暮れた。ドーベルを倒した際に、「この手で粉微塵に引き裂くまで、どこにいようが必ず探し出す」とサラマンダーへの復讐を誓う。
上記の通り、彼女は死亡したとされているが、実際の所は死亡する明確な描写が無いため、実は生きているとも受け取れる描かれ方をしている。その後、上記の通り彼女と同じ銀河パトロール隊員にして瓜二つの外見をしたシークレット・サンダースが登場する。ドミニクとの関係性については明言はされていないが、同一人物である可能性は示唆されている。
また、TV版では生死不明の設定を参考に、ドミニクが記憶操作をされて教祖ミラールとして生きていたという結末が用意された（逆に原作に登場したミラールは既に故人となっている）。コブラとの会話で「背中に刺青がある」と語られていることから、ホテルに残されていた皮膚は偽物だった事が判る。コブラがサラマンダーを倒すと記憶を取り戻すもミラールだった時のことは覚えておらず、ミラールの名を聞いた際にはコブラが別の女を作ったのだと勘違いして怒っていた。
映画版ではウェーブのかかったロングヘアーで性格も異なり、原作やTV版と印象が大きく異なる。こちらでは銀河パトロールではなくスノウゴリラの一員であり、ミロス星の女王としての使命を果たすべく「三姉妹全員が愛する男」の到来を待っていた。コブラやスノウゴリラの生き残りと共にギルドからの逃避行を繰り広げるも、最後はボーイの放った黄金の骨に貫かれて死亡した。その骨は最終決戦でコブラに使用され、ボーイを倒す決め手となった。
ネルソン・ロイヤル
声：長堀芳夫（TV版）
ロイヤル三姉妹の父で、作中では名前のみ言及される。かつては「キャプテン・ネルソン」の名で鳴らした、やはり正統派の宇宙海賊。高額の遺産（惑星一つ買えるほどの価値を持つ最終兵器）を残して世を去った。コブラは彼のファンであるとジェーンに語っている。
TV版ではギルドに殺されたとジェーンの弁で語られる。遺産のありかを示した地図にメッセージを残しており、声のみの登場となる。
名前はホレーショ・ネルソンから頂いたらしい。
ドグ・ソルティ
声：木原抄二郎（TV版）、仁内達之（PCエンジン用ゲーム）
海賊稼業を再開するにあたり、タートル号を取りに惑星ダグザードのヘドバ・シティの酒場に立ち寄ったコブラが出会った賞金首。アイスミルクを注文したコブラに絡んできたところを、コブラに「犬のような顔」と言われ電磁ナイフで襲い掛かるが、転んだ拍子に自分の胸にそれを刺してしまい死亡した。
ソルティの名はソルティ・ドッグから。原作では「ドグ」としか呼ばれていない。
その後、「黒竜王」編でエビルがコブラに見せた「コブラが過去に殺した人間」の1人として登場している。
廃坑のじいさん
声：小野丈夫（TV版）
キャサリンが撃たれた後、コブラが逃げ込んだ廃坑にいた老人。鳥のくちばしのような口と、ライオンのたてがみのような髪の毛をしている。廃坑を金鉱と思い込み、岩盤溶解機を使用して金を採掘しようとしていた。コブラが自分が掘り出そうとしている金を盗みに来たと思い込み、彼に襲い掛かってきた。コブラとの会話から自分の金を盗みに来た者が他にもいると勘違いして外に出てきたところをジェーンのレーザー砲で撃たれて死亡、後には骨も残らなかった。廃坑は行き止まりで逃げ場を失ったコブラだったが、彼が残していた溶解機で窮地を逃れることができた。
ザイー
声：野本礼三（TV版）
名前はTV版より。原作では情報屋としか呼ばれていない。ターベージとの会話の後、気配に気づいたボーイの前に現れ仕事を貰いに来た情報屋。TV版ではターベージとは別にボーイが雇ったことになっている。杖を持ち、小型のキャタピラ車の上にあぐらを掻いて移動している。ルンペン仲間に声をかけてコブラの居場所を襲い、キャタピラ車のミサイルで仲間もろとも殺そうとしたが、コブラのサイコガンで倒された。原作版とアニメ版とは倒され方が多少異なる。
「OVER THE RAINBOW」の寺沢存命時に発表された最後の回のラストにて、ザイーに似た人物がコブラの様子をうかがっている。
ガス、ダッグ
声（ガス）：佐藤正治（TV版）
（ダッグ）：大竹宏（TV版）、八代駿（PCエンジン用ゲーム）
ザイーが声をかけたルンペン仲間達。この2人の他にもう1人、太目の男がいる。
ガスはナイフで睡眠中のコブラを殺そうとしたが、コブラ暗殺のためにジェーンが先に放っていたハンタースネイクに内臓を食い荒らされて死亡した。
ダッグは名前の通りアヒルに似た異星人。ガスが死んだのを見てもう1人の男と共にコブラに命乞いをしていたところを、ザイーのキャタピラ車から放たれたミサイルでコブラもろとも殺されかけるが、彼の懐にもぐりこんでいたのが幸いし、一命を取り留めた。以後、コブラを命の恩人と思い、彼の役に立とうとターベージに接触する役を引き受け、その情報をコブラに教えた。TV版ではコブラを「旦那」と呼ぶなど、原作以上に慕っていた。しばらくコブラと行動を共にしたものの、最期はターベージの三位相エネルギー反射衛星で跳ね返されたサイコガンが当たってしまい、頭部が吹き飛んで絶命する。その死をコブラは原作ではほぼ意に介さなかった（している暇がなかった）が、TV版では少なからずショックを受けており、ターベージ殺害にはダッグの仇討ちの意味も込めていた。
スター・システムを採用しているため、その後の「二人の軍曹」編や「ザ・サイコガン」編にも、同名でよく似た容姿のキャラクターが登場している。種族も「ダック星人」として設定された。
PCエンジン用ゲーム『コブラII 伝説の男』にも登場するが、ダック星人の名前は「ダック」だけという設定とされており、情報屋の兄とシドの空中刑務所に捕らえられている弟の二人とも同じダックという名前になっている。
ミス・マドウ
声：鳳芳野（TV版）
「刺青の女」編で初登場。豪勢な館暮らしの情報屋。手続きさえ踏めば誰にでも情報を提供する中立的な存在で、彼女のもたらす情報はレディをして確かと言わしめるもの。水晶占いのような演出をしているが、実は金で買い集めた情報を水晶玉型の立体スクリーンに投影して見せているだけである。「刺青の女」編、「地獄の十字軍」編、「神の瞳」編では占い師風の黒人の女性で、館は潜水艦のような外観だったが、「ザ・サイコガン」編では巨大な館に住む白人女性として登場。そのため、イラスト集『COBRA WONDER』では「その時々で姿を変え、本当の顔を知る者は誰もいない」と記述されている。
コブラとはあくまでも情報屋と顧客の関係の筈だが「神の瞳」編ではコブラを案じる発言をしており、少なくとも上得意であるコブラとは相応の信頼関係がある。しかし「ザ・サイコガン」編では「情報を売るのが商売」と言ってハンマーボルト・ジョーにコブラの情報を売った。
「ザ・サイコガン」編を映像化したOVA1巻では、冒頭のシークエンスが変更されたため、登場シーンがカットされた。また、メディアファクトリーから発売されたコンビニコミック版もこれに準じる形に冒頭のシークエンスを変更しており、登場シーンがカットされている。

## ソード人
「刺青の女」編の間に挟まるような形で入るエピソード「ソード人の秘密」編で登場する、剣の形をした種族。念動力で甲冑を操り、手足にしている。狩猟民族であり、獲物に自身を突き刺す事で生命エネルギーを吸って生きている。人間などの知的生命体は襲わない掟があったが、バベルが王位に就いてからはその掟を破るようになってしまった。『サンド・ルーク』という巨大な要塞で、ひとつの国家を形作っている。TV版ではこのエピソードは「刺青の女」編が終わってから別エピソードとして放映された。
バベル王
声：田中康郎（TV版）、徳丸完（コブラ・ザ・アーケード）
砂の惑星ザドスの狩猟民族・ソード人の大臣だったが、ジーク王を裏切って密かに決闘で破り、新しい王となった。以降、ソード人は人間を含むあらゆる生命体を食料として襲うようになり、ソード人の誇りが失われたとジーク王を嘆かせた。
勝利のために手段を選ばない卑劣さがあり、ロボット仕掛けの頑丈な甲冑（他のソード人は念動力で動かす中空の甲冑）を使用。切り札として、相手の視覚と聴覚を入れ替える能力を持ち、ジーク王との決闘もこの能力で制し、コブラをも追い詰めたが、コブラとの戦いでは「気配」を察知した事でサイコガンでロボットごと貫かれて敗北した。
TV版では20話と21話で登場。エピソード順が変更されたことに伴い、舞台となる惑星が「最終兵器」の眠る惑星ザドスからバクーサという惑星に変更されている。また、TV版ではバクーサの先住民であるソード人は他の星から来た入植者達の侵略行為により危機に立たされていたが、ジーク王を倒した彼は異星人の駆逐を宣言し、彼の指揮の下、「サンド・ルーク」という強力な要塞を作って入植者達のコロニーを襲撃するようになったとされている。
ジーク王
声：大木民夫（TV版）
かつてソード人を統べる誇り高き王であったが、バベル王との決闘に破れ王座を追われ、表向き死亡したとされている。しかし、実際には幽閉されており、コブラに助力することを条件にバベル王の打倒を頼んだ。
バベル王との再戦では、彼の特殊能力についてコブラにアドバイスした。コブラとの共闘によってバベル王を倒した後は、落ちぶれてしまったソード人の秩序の改善に取り組んでいる。
TV版では入植者達の侵略に対して戦っていたが、共存共生を考えていた。
ラシック
声：千葉順二（TV版）
TV版オリジナルキャラクターとして登場するソード人で、コブラ達に彼らの歴史を教えた。幽閉されているジーク王に代わり、吟遊詩人のような出で立ちの甲冑人間を操り、バベル王が率いるソード人の脅威を異星人の入植者達に伝えようとしたが、彼らは誰もその話に耳を傾けようとはしなかった。生き残りの入植者を守り、ソード人との戦闘で死亡する。
なお、ラシックという名前はコブラから彼の話を聞いたジーク王が挙げた名で、自らは名乗っていない。

## 宇宙の大魔王から地底の客まで
魔王ガルタン
声：滝口順平（TV版）
「宇宙の大魔王」編で登場、TV版では14話で登場する。伸縮自在の体を持ち、魔法を使うアラビア風の巨人。推進装置のついた小惑星の上に城を構えている。手下には呪文を唱えると体が膨張し、破裂して死に至る「風船の実」を飲ませ、従わせている。かつて壷に封印されたが、3000年ぶりに解放されて悪さを働いていた。自分の元から逃げ出したベラミを追いかけているところでコブラと出会い、彼を気に入って手下にしようとする。本当の意味での不死身の体を持ち、サイコガンを以っても殺す事はできず、「風船の実」で破裂させたところで小さな分身に分かれるだけですぐに戻ってしまう。唯一の弱点は自身を封印していた壷であり、巧妙に隠していたもののコブラに発見されたことで再び封印される。TV版では壷ごと宇宙空間へ放り出され、歌いながら嘆いていた。
ベラミ
声：土井美加（TV版）
ガルタンの元にいた女の子。ガルタンは彼女を気に入り魔法を教えたが、彼女はその魔法を利用して逃げ出そうとしたために彼から追われることになった。コブラがガルタンに「風船の実」を飲まされた際には、魔法で体を縮めて彼の口から体内に入り込みそれを取り出したほか、ガルタンを封じ込める魔法の壷があることを教えた。原作では再封印されたガルタンを憐れみ、改心するなら出してやってもいいと言いかけていた。
TV版では、コブラを乗せて空飛ぶ絨毯を使用する場面も描かれた。
ルシア・ロドック
声：杉山佳寿子（TV版）
「黄金の男」編で登場。ハンマーボルト・ジョーが経営しているカジノ「ラスベガス・ステーション」でウェイトレスをしていた。カジノという場所柄、バニーガールの格好をしておりコブラ曰く「ウサギちゃん」。探検好きらしく、ステーション内を回っていた。客に絡まれているところをコブラに助けられる。その後、金塊を探していたコブラを追いかけて強引に同行する。一見するとそばかすの目立つおてんば娘といった感じだが、実は銀河パトロール秘密調査本部所属で、階級は中尉。多額の金塊を載せたまま行方不明となっていた宇宙船・ビーナス号の調査をしていた。ハンマーボルト・ジョーがコブラに倒されると正体を明かし、コブラには金塊の代わりに金メッキの勲章をあげたらしい。
TV版では13話で登場、そばかすはなく目元にペインティングをしている。また、ドミニクの同僚とされている。
ビビ
声：潘恵子（TV版）
金星出身の女性で、「サイコガンの秘密」編で登場。追っ手に追われていると見せかけてコブラに近づき、サイコガンを電送機能付きX線カメラで盗撮するがコブラに見つかってしまう。彼女は姉と共にジゴバに誘拐され、ビビはジゴバから「サイコガンの盗撮をすれば姉と一緒に金星に帰してやるが、断れば姉を殺す」と言われ脅されていた。
TV版では第2話の登場となり、出身がメビウス星という架空の惑星に変更されている。一方、コブラに「姉さんが戻ってきたら金星へでもデートしないか？」と誘われるという金星出身設定の名残のような台詞がある。
ベガ
声：青野武（TV版）
「雷電の惑星」編で登場。コブラと古い付き合いがあり、本人の弁によると窮地を救われたこともあったという。ミロ星のルーン美術館から竜水晶を盗み出す仕事の手伝いに同行した。時折謎の発作に襲われるが、実は特殊な体質を有する種族であり、脱皮によって有翼型の異星人に進化する。発作はその前兆であり、脱出時にはその飛行能力でコブラを助けた。
TV版では15話で登場し、大幅な設定の追加がなされた。ウイング星人の元保安官で、海賊ギルドの力による支配に反発する正義漢。8年前にギルドに追われていたコブラを「海賊ではなくウイング星への旅行者」として助け、保安官とならず者という立場を超えた友となった。その後、ウイング星がギルドにのっとられ、自らもお尋ね者とされてしまいすさんだ生活を送っていた。2人が竜水晶を盗み出す理由も、ギルドにより荒廃したウイング星の再建（竜水晶は不安定なウイング星の気象を制御する能力があるとされた）の為とされたほか、ウイング星人であるベガは脱皮すると6時間しか生きられないという設定が追加され、自分の残り少ない命まで賭けていた。奪還した竜水晶は、ウイング星がウイング星人の手によって開放されるまでコブラに預かってほしいと遺言している。
アングル
声：弥永和子（TV版）
「雷電の惑星」編で登場。ルーン美術館の館長を勤める女性。美術鑑定家・ダビンチ博士に鑑定を依頼していた。非常時には美術館にいるコンパニオン達は彼女の指揮の下、警備員として進入した賊の始末に当たる。当初はダビンチ博士に成りすましたコブラの軽薄かつ助平な態度に苛立つも、彼が自分以上の芸術への造詣の深さを見せた事で態度を改めた。最後はコブラを追い詰めたものの、ベガの脱皮という予想外の事態に対処できず取り逃がした。
TV版では、ルーン美術館はギルドの略奪品展示場（だからコブラが盗み返しても問題ない）という設定がされていたが、アングル館長たちスタッフがギルドの一員かどうかは説明されなかった。
ジンゴロウ
声:八奈見乗児（TV版）
「地底の客」編で登場、コブラ曰く「ガンコじじい」。宇宙一の技術者にして、コブラの愛船タートル号の製作者。ライフル星で金鉱探しをしていたが、コブラがこの星に来る1年前に死亡しており、ここに来るであろう彼のためにビデオレターを遺していた。鉱山を開いたものの、この星に来たギルドに自分の鉱山を潰され、孫のユーコをさらわれてしまった彼は、ビデオレターで彼女をギルドから救い出すようコブラにメッセージを遺し、この世を去った。
TV版では22話で登場、このエピソードより遡ること15年前にタートル号を作っていたとコブラの弁で語られている。
ハービィ
声:池水通洋（TV版）
ジンゴロウの家にいた家庭用ロボット。ジンゴロウのメッセージが録画されたビデオレターをコブラに見せ、彼が鉱脈探し用に作っていた採掘用マシン・モグラの在り処までコブラを案内した。
TV版では原作とデザインが異なる他、機械音しか発することのできなかった原作とは違い、流暢に言葉を話している。また、コブラが顔を整形していたため当初は彼と気づかなかった。原作ではギルドの攻撃で破壊されたが、コブラ達と共にギルドの地下基地から生還している。
ユーコ
声：戸田恵子（TV版）
ジンゴロウの孫娘。モグラで地下抗に訪れたコブラの前に、ロド麻薬で廃人状態となった裸の女達の内の1人として現れる。彼女はギルドの地下基地にさらわれ廃人と化したように見えたが、強制労働から逃れるために発狂したふりをしただけだった。救出に来たコブラに地下基地の様子を教え、彼と共に爆破された基地から生還している。
TV版では、低年齢の視聴者への配慮から、最初から服を着て登場している。また、年齢は20歳とされている。

## ラグ・ボール
「ラグ・ボール」編で銀河パトロールからの依頼を受け、コブラはラグ・ボール銀河チャンピオンのチーム・レッド・サクソンズに新人選手という触れ込みで潜入することとなった。依頼内容はロド麻薬流通にレッド・サクソンズ首脳部が関わっている証拠を見つけ、銀河パトロールに提供する事、条件はそれまでの犯行全てに対する特赦と高額の報酬（当初は特赦のみだったがコブラが拒むことを見越して追加の報酬が提示された）。失敗した場合は一切の関係がないものとされる。オーナーのランドについては海賊ギルド内を参照。
Zチーム
「レッド・サクソンズ」二軍の荒くれ集団によるチーム。他のA〜Yまでの二軍チームは数百人の選手を有するが、Zチームは元々からならず者の集まりで、選手は次々とトレードか病院送りとなり特に手のつけられないザックら6名のみが残った。ランド曰く「チームとはいえんくず」「最悪の連中」。TV版では全員が「ラグ・ボールは二度とやりたくない」という考えで一致していると語られた。
ザック・シモン
声：佐藤正治（TV版）
選手番号3番。「Zチーム」のボスにして、身長2m70cmを誇る大柄な地球人。元海賊。コブラの旧友であったが、銀河パトロールから身を隠すため、偽名「リック・ブルー」（コブラ曰く本人の愛銃の名）で入団していた。一軍チームとの紅白戦でZチームを率いてコブラと試合で共闘する。ヘソの横にスヌーピーの刺青がある。
TV版では他のメンバーと共に17話で登場。偽名が「ビッグ・ザ・ビッグ」、ヘソの横の刺青がパンダに変更されている。試合中も偽名を使っていた漫画版に対し、TV版では本名の「ザック・シモン」で出場しており、レッド・サクソンズに居る理由は「海賊稼業に飽きて少し休むため」と語っている。コブラが何か別の目的でラグ・ボールの選手としてここに来たことを勘付いていた。
ゲック・クラーク、ガイラ、サンダ
声：小関一（ゲック）、島香裕（ガイラ）、小滝進（サンダ）18話まで、小関一19話（TV版）
ドナルド星人の3兄弟。サンダとガイラの名の由来は特撮映画から。コブラとの初対面では、彼にナイフを投げつけた。
ラグ・ボール選手としては小柄だが、ドナルド星人特有の俊足を活かし、走塁や守備で活躍する。なお、ゲックは作品内唯一の左打ちである。TV版ではザックにバントが上手いが体力的に今一つと評価されている。
3人のうち、ゲックは一軍チームの反則によって送球が首を直撃し試合中に死亡。TV版では、彼の遺体は宇宙葬で葬られた。
選手番号はゲックが6番。ガイラが5番。サンダが7番。
コブラがチームを選ぶ際に表示されたリストでは2名だけが確認できるが「JACK」と「GEORGE」になっている。
ラリー・レオ
声：幹本雄之（TV版）
Zチームのピッチャーで、顔に傷のある長髪の美男子。ナンバーは7番。当初はコブラを信用し切れず、彼とランドの会話を盗み聞きしてチームに亀裂を生じさせかけた事もあった。しかしコブラの本気を目の当たりにした事で信じるようになる。表には出さないが実は一軍との戦いではチーム内の誰よりも勝ちたがっており、試合の後半戦ではデッドボールを狙ってわざとボールにあたる執念を見せ、満塁ホームランのチャンスを作ってコブラに後を託す。TV版では微妙なコントロールを売りにしたエース級ピッチャーだったが、カードに手を出した所為で二軍落ちしたとされ、トランプで勝負の行方を占ったりもしている。
デイブ・セロンボ
声：安西正弘（TV版）
Zチームのセカンドで、褐色の肌をした巨漢。選手番号9番。コブラが怪我したふりをして一時的に試合から抜けていた間に、肋骨を折る怪我をしたが試合終了まで持ちこたえた。TV版では優れた格闘技のテクニックを持つも、練習中に打球を当てて親友を死なせてしまった過去が語られた。
一軍チーム
「レッド・サクソンズ」の一軍チーム。昨年の銀河チャンピオンだけあり、走攻守とも高い実力を持つ。彼らのうちバッカス、ドラゴン、ドブラーは漫画版ではヘルメット下の素顔が描かれず、TV版にて個別の容姿が設定された。なお、全員が右投右打である。
ダン・ブラッド
声：飯塚昭三（TV版）
ファースト。選手番号88番。一軍チームキャプテン。紅白試合では7番で出場。四眼のソラリス人で種族特有の巨体を活かしたパワープレイが得意。シーズン最多ブロッカーを獲得するほどの攻守共に優れた実力を持ち、自他ともに認めるラグ・ボールのスタープレイヤー。それに裏打ちされた高いプライドも持つ。
得意技は「ショルダーブロック」。他に肘打ちや正拳突きも使う。ランドオーナーがジョー・ギリアンことコブラにブラッドと一塁を競わせようとしたため対抗意識を持っていたが、同時にスポーツマン精神の持ち主でもあり敗北の際は素直に認め、コブラを射殺しようとしたランドを止めた。チーム内での人望は高く、ゲルドも彼の指示には従っている。TV版ではランドを止めた行動によりコブラにも敬意を以って返された。
ゲルド
声：笹岡繁蔵（TV版）
サード。選手番号13番。紅白試合では2番で出場。2メートル半の巨体を活かしたパワーヒッター。ラグ・ボール選手としての能力は高いが下品で卑劣な性格で、貴族待遇である自分より格下な者（二軍選手など）に対して、執拗にいたぶる言動を行う。同僚のアリソンを倒していきなり一軍に上り、さらにミランダに絡んでいた所を割って入ってきたコブラに激しい殺意を抱く。しかし、「オーナーのお気に入り」であるコブラに直接手は出せず、練習機器やシャワーに細工しコブラの命を狙う。
紅白試合では古傷があるという弱点を突かれ走塁中アウトにされてしまうも、その後守備時に反則スレスレの行為でゲックを殺す。しかしコブラによって倒されリタイヤ扱いとなりグランドから姿を消す。その後、「黒竜王」編でエビルがコブラに見せた「コブラが過去に殺した人間」の1人として登場している。TV版では自分の奢りでコブラを飲みに誘う一面も描かれたが、プレー中倒れたロンに執拗に攻撃して殺害し、セロンボの顔につばを吐くなど下劣な面も多く描かれている。
ヒルダス
声：若本紀昭18話まで、古田信幸19話（TV版）
ピッチャー。選手番号90番。紅白試合では3番で出場。気性が激しく、球を撃つ際には「ファイアー!!」と大声で叫ぶ一方で、ビーンボールの後に外角攻めを行う奸智も併せ持つ。ゲルドと同じく、古傷持ちなのが欠点。試合最終局面にてランドからコブラを事故に見せかけて殺すように指示され、躊躇いつつも従う。しかしコブラが予告ホームランをしたことでラグ・ボール選手としての闘志に火を点けられ、指示を無視して勝負に挑む。その結果、ホームランを打たれてコブラの思惑通り麻薬密輸ルートのデータは会場外のドミニクに渡り、自身はそれを知る事なくヘルメットを地面に叩きつけて悔しがっていた。TV版では自らを「銀河チャンピオンのエース」と語っている。ランドのコブラ殺害指示には最後まで躊躇っていた。
バッカス
声：島香裕（TV版）
レフト。選手番号52番。紅白試合では4番で出場。強靭な肉体を持ち、一塁クロスプレーでコブラの強烈なアッパーカットを受けた後も試合に参加していた。終盤においてあわやランニングホームランかという打撃を放つが、復帰してきたコブラにショルダータックルを決められ、アウトにされる。TV版では地球人風の外見が設定されている。
ドラゴン
声：松田重治（TV版）
センター。選手番号77番。紅白試合では5番で出場。ゲルドの退場後はサードに入る。普段はあまり目立たない選手であるようだが、隠れた実力者。蹴り技が得意で、その回し蹴りは掠っただけでザックのショルダーパッドを切り裂いている。TV版では地球人風、とりわけアジア系に近い外見が設定された。また、ヘルメットの下で不気味な笑みを浮かべることの多かった漫画版から一転、気難しく顔をしかめていることが多くなり、キャラクターが大きく変わっている。
ヒムラー
声：おもろ正幸（TV版）
セカンド。選手番号24。紅白試合では1番で出場。元々セカンドのレギュラーだったアリソンがコブラによって病院送りとなったため、レギュラーとなった。よくゲルドと行動を共にしており、コブラに度々絡む他、共謀してその命をも狙う卑劣漢。バッティング技術には優れたものがあり、レオの失投を見逃さずヒット性の当たりを放っている。
ドブラー
声：なし
ライト。選手番号61。紅白試合では6番で出場。ドラゴンとの連携プレーでコブラを気絶させ退場に追い込むが、コブラにとっては麻薬ルートを探るための芝居に過ぎなかった。
アリソン
声：大山高男（TV版）
セカンド。選手番号50。コブラのレッド・サクソンズ入団時のセカンドレギュラー。オーナーの元を訪れたコブラに「一軍の歓迎」として膝蹴りとパンチを叩き込む。しかしコブラには全く効かず、逆に強烈なパンチを受けて壁まで吹き飛ばされ、病院送りとなる。コブラのパワーを目の当たりにしたオーナーはその場でコブラに一軍入りを言い渡し、コブラは「あんなセカンドでよく優勝できたもんだぜ」と冗談めかして言い捨てた。
ミランダ
声：花咲きよみ（TV版）
レッド・サクソンズの美人チアリーダー。専属ではなく、「やとわれの身」「契約が切れたらこんなチームとはサヨナラよ」と本人も発言している。
ゲルドに絡まれているところをコブラに助けられた。その後、コブラに頼まれてランド競技場の見取図が記録されたデータを提供した。コブラの部屋にある電子シャワー室でシャワーを浴び始めたところ、コブラ殺害を目論んでいた一軍チームメンバーが、コブラがシャワーを使い始めたと勘違いして電子シャワー装置を異常操作し、室内に閉じ込められ焼死する。
TV版では、異変に気づいたコブラがサイコガンを発砲してシャワー室の扉に穴を開けて救出、一命を取り留めている。
ロン・クラーク
声：田口昂（TV版）
TV版オリジナルキャラ。ゲック達の兄で、彼が3人の弟を誘って4人でレッド・サクソンズ入団したという設定。
弟達よりは真面目な二軍プレイヤーで、コブラと同室。当初は並外れた技能を持つコブラを始末しようとして寝込みを襲うも失敗し、必死に謝罪してコブラからも許され、良きルームメイトとなる。しかし昇格テストを兼ねた一軍との練習試合でゲルド相手に一か八かの勝負に出た結果、返り討ちに遭う。それでも一軍への執念から喰らい付いたことでゲルドの執拗な攻撃を受けて致命傷を負い、弟達への「俺の仇を討とうなどと思うな。一刻も早くここから出て行け。ラグ・ボールに引き込んだ俺が悪かった」という遺言をコブラに託して死亡する。TV版ではこの遺言が後にコブラとZチームの絆へとつながる。
二軍Cチームキャプテン
声：寺田誠（TV版）
TV版オリジナルキャラ。往年のスポ根野球漫画風のやさぐれたキャラクターで、二軍の宿舎に入ったコブラの行く手をキャッチボールで遮り、「ここを通りたければ這いつくばってくぐれ」と、古典的な「歓迎」をするが軽くあしらわれる。後にコブラによって練習中に倒される。倒れこんだ彼に他のチームメンバーが駆け寄り、ロンが怒りに燃えコブラを闇討ちするなどチーム内での人望はあった模様。
銀河パトロール
大佐
銀河パトロールの隊員でドミニクの上司。ランド競技場摘発作戦の指揮官。文書で確約してはいないと報酬200万ドルを出し渋るが（これを聞かされたコブラは「役人ってのは冗談も文書で出さないと笑ってくれない」と溜息交じりに皮肉った）、基地をマーメイドに荒らされた際にこれまたコブラの手を借りざるを得なくなり、結果的に“作戦遂行報酬とバケモノ退治、両方の費用”として400万ドルをコブラにせしめられる。TV版ではマーメイドのエピソードがカットされており、登場しない。
マーメイド
逮捕されたランドが持ち込んだ怪物。当初は彼の指輪に付いた真珠状の球体だったが、水に入ると孵化してヒトデのような脚が生え、球体は髑髏のような顔が現れてはマーメイド（人魚）とは名ばかりの醜悪な怪物と化す。生物を喰らって成長するばかりかあらゆるエネルギーをも取り込んで巨大化していくため、エネルギー攻撃ではダメージを与えるどころか逆に力を与えてしまう。基地にいる銀河パトロール隊員の道連れを図ったランドによって孵化されて基地を暴れまわるも、サイコエネルギーは理解不能故に吸収できず、金庫室に満たされたコブラのサイコエネルギーによって撃ち抜かれた（「金庫室の通路を巨大なサイコガンに変えた」とも表現される）。

## 二人の軍曹、ロボットはいかが?、死の商人
カザール軍兵士
軍の名称はTV版のもので、原作でこの名称はない。内戦状態にあるキラ星の国宝ロイヤル・ルビーを盗み出したコブラが、星を脱出するためキラディン宇宙港に向かう途中で行動を共にした外人部隊の兵士達。ドメル軍を敵として戦っている。
シエラ
声：鶴ひろみ（TV版）
「二人の軍曹」編のヒロイン。外人部隊の指揮官のシエラ少尉と名乗っている。本作に登場する多くのヒロイン同様に露出度の高い衣装で登場。当初は軍人として厳格に振る舞っていたが、コブラがロイヤル・ルビーを盗んだと知ると「女は宝石に弱い」と手のひらを返し、彼が宇宙港に着くまでの護衛を条件にルビーの山分けを要求、他の兵士達と共にコブラと同行する。レイガンではなく短針銃を使用している。ロックかムアコックのどちらかがスパイだとしてコブラと共に目を光らせていたが、しかし実は彼女こそがドメル軍のスパイであり、他の兵士達を始末していた張本人であった。短針銃を使っていたのも、光に引き寄せられる甲虫が沼地にいる事を知っていたが為であり、それを利用して居もしない伏兵の存在を煽り、兵士達が自滅するように仕向けた。最後はコブラに正体を気付かれ、ロイヤル・ルビーを奪って彼を殺そうとしたものの、コブラの機転により兵士を始末していたのと同じ方法で倒され、コブラはその亡骸の元に「取り分」としてロイヤル・ルビーを一つ残した。
TV版では26話で登場、エンディングのクレジット表記は鶴ひとみだが、表記のミスである。この誤表記はVHSやDVDとしてソフト化された後や配信でもそのままになっている。
モートン、ダック、カービン
声：渡部猛、辻村真人、北村弘一（TV版）
シエラの提案に乗りコブラと同行することになった兵士達で、モートンとカービンの階級は二等兵。
モートンは亀のような姿をしており、1度ひっくり返ると自分で起きられない。日光を避けるべく洞窟に逃げ込む際にドメル軍の認識章を発見し、シエラがスパイである事に気付くも口封じのためにひっくり返され、そのまま日光を浴びて干からびた。
ダックはダック星人。コブラがアタッシュケースに水を隠していると考え、喉の渇きを癒そうとしてそれを奪った。これにより、コブラがロイヤル・ルビーを盗んだことがばれてしまった。この中では最後まで生き延びるも、本性を現したシエラによって射殺される。
カービンはバッタのような顔をしている。銃をぶっ放して睡眠中の仲間を起こし、仲間から顰蹙を買っていた。最後は沼地でレイガンを撃ってしまい、甲虫に貫かれる。
いずれも死後は、コブラの手によってその亡骸の元に「取り分」のロイヤル・ルビーが一つずつ残された。
TV版では3人とも階級は軍曹。後述の2人が未登場となり、彼ら3人がドメル軍のスパイとして疑われることとなった。原作と異なり、ダックも沼地で死亡する。モートンは甲羅が無く、ひっくり返ると自分で起き上がれないという点も語られない。
ロック、ムアコック
両者共に階級は軍曹で、TV版では2人とも登場しない。
ロックはコブラとシエラの話を立ち聞きして、同行を申し出た兵士。敵方の使用言語であるドメル語に精通している。途中出くわしたドメル軍兵士と思しき男が銃を向けたためにロックは彼を射殺したが、その男は自軍のワイド軍曹だった。直後に毛むくじゃらのカエルのような姿をしたムアコックが現れ、彼も軍曹だったために、どちらかがワイド軍曹の格好をしているドメル軍のスパイではないかとコブラ達に疑われることに。しかし実はワイドは昇進して少尉になっており、少尉を名乗っていたシエラこそがスパイだった。
TV版では未登場のため、ロックの役回りがダックとなった。
コブラの諸エピソードにはかなり濃厚にムアコック作品のテイストを受け継いだものがいくつもあり、本エピソードでも旅の途中で同行者が1人ずつ退場し最後のシーンでコブラ1人が残されるというムアコック風の進行をする。
コロ
声：つかせのりこ（TV版）
TV版オリジナルキャラクター。コブラがロイヤル・ルビーを持って脱出に向かう途中、内戦で負傷した老人から宇宙港まで一緒に連れて行くよう頼まれた幼い少女。コブラを「おじちゃん」と呼んで懐いている。シエラの裏切りで他の同行者が次々と倒れていく中、コブラの活躍で宇宙港に無事到達する。母親の迎えを待つ最中にコブラがいない事に気付き、足元にはコブラの取り分のロイヤル・ルビーが入ったトランクが残されていた（コブラ曰く「すげぇ美人の可愛い子ちゃんにプレゼントしちまった」）。
ベルマR78型
声：二又一成（TV版）
エピソード「ロボットはいかが?」で登場する小型のロボット。丸いボールのような形をしていて、走行用の足がついている。高級エネルギーを要求する贅沢なロボットで、人間とも会話できる。
とある惑星のロボット市場で、ガラクタ同然の他のロボットと一緒に売られていたのを、訴えかけるような視線に耐え切れなかったコブラが銀河紙幣100レンゼ分で渋々購入した。その際、その足につながれていた鎖の先には得体の知れない「腕（人間の手から肘辺りまで）」がついており、コブラは購入時にその鎖を切ってベルマと切り離し放置したのだが、それが大惨事を招く。
その正体は侵略兵器ザバルO型を捕獲するために造られた、本来は超高性能のロボット。ザバルO型の腕を繋ぎ止め、本体を異次元に封印していた。しかしザバルO型との戦いで受けたショックで記憶を失っており、その使命も忘れていたため、コブラがザバルO型を解放するのを止める事も出来なかった。後に記憶を取り戻すも同じ封印方法が通用しなかったため、最終手段として「あなたは何もしないこと。それが唯一の解決策です」とコブラに言い残した後、物語冒頭まで時間を戻す（＝コブラとの出逢いを含め、全てをなかった事にする）という荒業を用いて事件を解決した。そして巻き戻された時間ではコブラはベルマR78型を買う事も無く去って行った。
TV版では24話の登場で、原作とデザインが異なり、原作で未登場だったレディとの交流も描かれている。値段は100クレジット。ザバルO型が猛威を振るっていた時に心ある科学者達によって密かに開発された。
ザバルO型
対惑星間戦争で開発された侵略兵器。あらゆるロボットを操る力を持ち、送り込まれた惑星で生物を死滅させるようにプログラムされている。ザバルO型が稼働した場所では、戦闘用ばかりか作業用や家庭用に至るまでの全てのロボットが殺人兵器と化してしまう。外見は人間サイズの全裸の男性の姿だが、ロボットやガラクタを寄せ集めて鉄の巨人と化す事も可能。
かつてはベルマR78型に腕以外を異次元に封印されていたが、繋ぎ止めていた鎖を何も知らないコブラが切り離した事で解放されてしまう。周囲のロボットを暴走させて虐殺を行い、巨人化した事でコブラでさえも手の施しようが無くなり、そのままでは銀河ごと滅ぼしてしまう大惨事を招くところだったがベルマR78型の最終手段によって阻止された。絶大な戦闘力を誇るコブラですら勝つことができなかった、数少ない相手。
TV版ではベルマR78型共々、MR307星雲という銀河系外の宙域で開発された事が明かされた。また、巨人形態はロボットや鉄クズのみならず瓦礫すらも取り込み、いくらダメージを受けても瞬時に修復が可能とされた。一方、操れるのはあくまで純粋なロボットのみであり、「人間の知能と心を司る部分」が残っているレディは影響を受けなかった。
ドクター
声：松村彦次郎（TV版）
TV版オリジナルキャラクター。「死の商人」編にあたる第25話に登場。その昔、コブラ達が世話になった老医師で、酒を取り合ってコブラと喧嘩するほどの酒好き。訪ねて来たコブラの健康診断を強引に行った。コブラが液体窒素で凍結させられた際には、原作ではレディがすぐに水槽に入れたことで蘇生したが、TV版ではドクターが尽力の末に蘇生させる。その後、ギルドの追手から逃れるべくキャンピングカーを飛ばし、コブラが復活するまでの時間を稼いだ。

## シドの女神
ギルドによりドミニクを殺され、レディもまたタートル号を爆破された際に大怪我を負ったため、その報復としてコブラはギルドの幹部・サラマンダー（海賊ギルドを参照）への復讐を誓う。旧TV版では、この「シドの女神」編が最終エピソードとなる。
マゼラン博士
声：槐柳二
ドゴール星に研究所を構える高齢の名医にして科学者。「シドの女神」編にて、タートル号もろとも爆破されたレディの体を修復した。
「地獄の十字軍」編序盤において、レディからの要請を受け移動病院にて重傷を負ったコブラを治療。その際、コブラの心臓の手前の肋骨に突き刺さった時限爆弾式弾丸を解析し、その仕組み、そして起爆までのカウントダウンを解除する方法について説明した。
「タイムドライブ」編にて、まだ人間だった頃に重傷を負ったレディ（この時はエメラルダ）を救う唯一の手段として、死にゆく体からライブメタルの新しい体に精神を移植する案を出し、コブラに反対されるもレディ本人の意思にて現在の体に移植したことが判明する。
ボブ
声：小宮山清
球形のロボットで、右側には多関節式のアームを装着している。ドミニクと電話中のコブラとチェスを行っており、負けそうになってチェスの駒をアームで吹っ飛ばしていた。マゼラン博士によりサラマンダーの本拠地があるバレンタイ星域の宙図をインプットされ、立体映像でそれを映し出した。
TV版ではドミニクからの電話を「おかけになった電話番号は、現在使われておりません」と言って切ろうとする（原作でコブラがやった事）他、チェスの駒を吹っ飛ばすシーンでは癇癪を起こしていたりと、原作以上に癖のあるロボットとして描かれた。また、爆破されてバラバラになったレディを拾い集めたのはボブだったとも明かされている。
ジャック・バイスタ
声：山下啓介
コブラがひいきにしている情報屋。ドミニクとコブラの電話を盗聴したドーベルとその手口をコブラに教え、しかも待ち合わせ場所をドーベルの赴任先にするなど手回しはいい。
後に「ブルーローズ」編でコブラに「メギドの本」を手にしたと連絡し、情報屋ながらミス・マドウに比べて明らかにコブラ寄りであると思われる。幻の秘宝「ブルーローズ」とは巨大ダイヤだと信じ、人生最後のチャンスを掴むべくコブラを強引に巻き込み協力を哀願する。
コブラの昔の仲間達
コブラがサラマンダーを倒すべく集めたのが、以下の3人である。原作ではドグのみが死亡したが、TVアニメ版では彼らは全員死亡する。
ドグ・サバラス
声：加藤精三（TV版）
コブラが認める早撃ちの達人。ギャンブルの名手でもある。他人や動物などに自在に姿を変えられるミラージュ星人最後の生き残りで、海賊ギルドの仕掛けた戦争で仲間を失っていることから、コブラの誘いに乗ってサラマンダーと戦う決意を決めた。しかしサラマンダー（影武者）打倒後の旅行中、エルラド教国首長ミラールを狙ったギルドのテロに巻き込まれ、殺害される。
なお、彼がでべそだという事はコブラしか知らない事実である。
名前と容貌はテリー・サバラスから。
パンプキン
声：中庸助（TV版）
大柄な体格を誇る朴訥な性格の怪力男。言葉遣いはややたどたどしいが、複雑な座標を諳んじるなど、高い記憶力を持つことをうかがわせる描写もある。その怪力ゆえにケンカ相手をあっさり死なせたことでデイブ刑務所に投獄されていたが、コブラとドグによって救出された。マシンの操縦技術は一流。TV版ではサラマンダー打倒後に酒場で飲んでいた際、本物のサラマンダーに襲撃されて殺害される。
バッド
声：堀秀行（TV版）
背中にコウモリのような翼を持つ知的な男。視覚・聴覚・嗅覚いずれも常人の1万倍も鋭いという超人的な感覚の持ち主で、数km離れたコブラ達一行に気付くほど。ネプチューラ星の辺境で出会った女性・エルザと共に静かな暮らしをしており、コブラからの誘いを一度は断った。だが、海賊ギルドの襲撃により彼女を失ったことで「夢（ドミニク）を奪われたからサラマンダーと戦う」「オレから愛するものをうばったヤツに復讐をちかった」と答えるコブラに「あんたらしくもない、だが今の俺にはよく分かる」と共感し共闘する。戦闘時はナイフを用いての奇襲攻撃が得意。TV版ではサラマンダー打倒後はネプチューラ星に戻ったものの、本物のサラマンダーに殺害される。
メイソン
声：勝生真沙子（TV版）
ドグに賭けで自分が経営する賭博場を潰された異星人の女。姿を変えられるドグを「バケモノ」呼ばわりしたが、ドグに「どっちがバケモノだ」と言われるような顔をしている。
本体はタコ型の異星人で、人間型ロボットの頭部（部下は2本腕の球型浮遊ポッド）に収まって行動している。
アバジの町にある自分の店に訪れたコブラがドグの行方を捜していると知り、コブラとドグの始末を部下に指示。その後、コブラとドグが墓場で早撃ち対決をすると聞き、部下を引き連れ二人を殺そうとするが、ドグに射殺された。
TV版では28話で登場。
ミラール・ジュド
エルラド教会の首長。銀河系に70億人居るとされるエルラド教徒にとっては女神のような存在とされる。3年前に急死した父サドロン・ジュドの跡を継いで首長となり、平和と自由のシンボルである「シドの女神像」を銀河系の全ての惑星の軌道上に打ち上げるという父の夢を叶えようとしている。エルラド教国と対立するキリスト教国の仕業に見せかけて彼女を誘拐、もしくは暗殺して戦争を引き起こそうとするギルドに襲われるも、コブラに助けられる。しかし実はエルラド教会自体が既にサラマンダーに乗っ取られてギルドの連絡網に利用されており、サドロン・ジュドもそのために暗殺されたのだった。彼女自身も知らぬうちにシドの女神像はギルドの攻撃衛星に改造されており、あわやギルドの銀河支配に加担するところだったがコブラの活躍で阻止される。
TV版ではミラール自身は既に死亡しており、拉致されたドミニクが記憶を操作されて偽のミラールとして祭り上げられていた（原作に登場した本物のミラールはドミニクと容姿が全く異なる）。

## 黒竜王
ナタリー
声：安達忍（PCエンジン用ゲーム）
「黒竜王」編のヒロイン。セント・リブ・ハイスクールの教師で、水上テニス部のコーチを務める責任感の強い女性。サルファ・トライアングルにて宇宙遊泳を楽しむ生徒達がゲイターに襲われた際、助けようとエアロックから宇宙船クイーン・ラブ号の船外へと出ようとするが、コブラや船ごと巨大捕鯨船「ジゴル」に飲み込まれることに。エアロックに居たために衝撃で死なずに済んだものの、直後にロムールによって寄生される。しかしそのロムールがコブラに脅迫されて手を貸す事になった為、結果としてロムールの依り代として行動する羽目になる。「黒竜王」の精神攻撃で恐怖を吸われるも、彼女自身の心はロムールの支配下にあったため、そのロムールの魂が身代わりとなった事で一命を取り留める。最後は「黒竜王」の城の崩壊に伴い、コブラと共に宇宙船の救命ボートに乗り込んで城ごとジゴルに排泄される形で脱出する。
ジャック・ベン
コブラに懸けられた賞金目当てにコブラを狙う賞金稼ぎ。両腕の下に右には刃を仕込み、左は普通の手と同型である義手を装備しており、右足のブーツのつま先には刃を仕込んでいる。また、肉体自体も頑丈であり、150度の乾燥機に投げ込まれても小さな火傷程度で済んだ。
最終的にコブラと共にジゴルに飲み込まれ、そこで下半身ごとゲイダーの餌食になる。
ロムール
コブラ達がジゴルの体内で最初に遭遇した生命体。頭髪のごとき触手の集合体である寄生生命体で、獲物の脳を支配し血液から養分を吸い取る。そのため、寄生された者は一見すると長い髪を持つ普通の人間にしか見えない。分離はロムール自身の意志で自由に行え、その際は宿主は寄生中の記憶を失う程度だが、寄生中にロムールが死ねば宿主も死亡する。生物に寄生していない状態では1週間と生きられない。
これまで寄生していた老人からナタリーの若い肉体への乗り換えを狙うが、コブラに脅されてジゴルから外へ出る唯一の道「竜の道」探しの協力と、発見後にナタリーの体から離れることを条件に行動を共にする。その後はナタリーとして攫われ、「黒竜王」の奴隷にされかけるも、牢獄で情報を集めたりナタリーから分離してコブラを助けに行ったりと尽力する。最後はナタリーに寄生したまま「黒竜王」の生贄にされ、恐怖を吸い取られて死亡する。亡骸は後述する変異を始めていたが、魂を解放するべくコブラによって荼毘に付された。
ヨーコ・オブライエン
声：勝生真沙子（PCエンジン用ゲーム）
ジゴルの広大な胃の中の世界「スタマックス」を支配する「黒竜王」の司教。「黒竜王」に仕える「竜の一族」に加わる者への儀式を司る。一見は「黒竜王」に忠実で、何人もの人間を攫っては奴隷として使役する冷酷な悪女のようだが、実は彼女も「黒竜王」の恐怖に支配された人間の一人である。祖先はジゴルに飲み込まれた地球人で、8代に渡って司教を務めてきた。儀式を施そうとしたコブラがその驚異的な力で脱した事と「黒竜王」を恐れない態度から、彼が「黒竜王」の恐怖支配から解放してくれると希望を抱く。しかし最後は自身も例外無く「黒竜王」に恐怖を喰われ、恐怖に喘ぎながら自身を焼くように訴え、コブラのサイコガンで介錯される。
エビル
声：沢りつお（PCエンジン用ゲーム）
自らを「黒竜王」と称して「スタマックス」を支配する者。その正体は悪魔の女がジゴルの体内にて産み落とした者であり、精神的には成熟しているが、肉体的には羊水の中で膜に包まれた胎児も同然である。人間の恐怖を吸い取って成長し、ゆくゆくは外宇宙へと飛び出そうとしている。エビルの元に近付いた者は魂から恐怖を引き出され、自身にとっての恐怖のビジョンに苛まれて正気を失う。やがて魂を恐怖を突き抜けることで死亡し、その肉体は黒い泥かナメクジのようなものに変異し、こうなった者の魂は死ぬことも出来ず永遠の地獄を彷徨う。それを防ぐには、完全に変異する前に死体を焼き払う事のみである。
ジゴルに呑まれてきたコブラが恐れ知らずの強靭な精神力の持ち主であることに興味を抱き、その魂に入り込んで彼の恐怖を味わおうとする。やがてコブラが今まで殺した敵や、死なせてしまったとされるドミニクの幻影で動揺させ、最後は若き日のコブラに真の恐怖を与えた「斧使い」のビジョンを見せてついにコブラの魂に入り込む。しかしコブラが魂の奥底で彼の全生涯に根差す「荒々しい自己保存の動物的本能」で抵抗したことで反撃を許し、サイコガンで眉間を貫かれて死亡した。
なお、彼の物言いからしてエビルとは彼自身の名前ではなく、彼の種族の名前であるらしい。またの名をサタンと言い、地球でも恐怖を喰らう邪悪の根源として古くから言い伝えられていた。
斧使い
コブラの魂に入り込んだエビルが見つけ出した、怖い物知らずだった若きコブラに真の恐怖を初めて感じさせた存在。その正体はサイボーグになる前のクリスタル・ボーイであることが「6人の勇士」編終盤で明らかになる。

## 黒い弾丸
パメラ・リー
声：本田貴子（2010年TV版）
「黒い弾丸」編に登場。超高空からダイブしながらマシンを組み立て、完成させたマシンで軟着陸できなければ死あるのみ、地上の走りで最後の勝敗を競うという「メテオレース」の前年度ワールドチャンプ。レーサーとしても一流だが、何より女性本来が持つ加速に対する強さが並外れており、他のレーサーを寄せ付けなかったほど。レースで自身を負かしつつ事故を装って売上金を盗み出したコブラの腕を見込み、レーザーも通用しない怪物暴走マシン「黒い弾丸」を止めるように訴える。
実は彼女自身が「黒い弾丸」の搭乗者である。最愛の妹のリンダを交通事故で失って以来、走るモノに対する異常な憎悪を抱くようになり、地上を走るモノを見境なく破壊し殺戮を重ねる殺人鬼の人格が生まれてしまった。時折、見舞われる発作によって殺人鬼の人格が表層化し、その度に凶行を重ねてきた。破壊した車両は100台、死者は200人を超える。一方、本来の人格は罪の意識から自身を止める存在を待ち望んでいた。やがて自分を止めるべく拳銃自殺しようとするも発作が起きて失敗し、再び破壊と殺戮を繰り返すも、コブラが仕掛けたリンダの立体映像に動揺してハッチを開けた瞬間、サイコガンで撃ち抜かれて死亡した。

## 異次元レース
ジェイソン
「異次元レース」編の最重要人物。GRモータース副社長だが、アービン社長からの待遇が悪いことに不満を抱き、密かに企業スパイとしてライバルのタヨト社(名前の由来はトヨタから来ている)に通じる。「異次元レース」妨害のために、キャンペーンガールのミランダの暗殺を図るが失敗。レースそのものを実行不可能にすべく、施行・管制装置「ウサギ」を強奪する。しかし、異次元トンネルに「ウサギ」ごと落下したことで彼の運命は大きく変わる。
一番目の世界では忍び集団「砂風魔」の頭領・砂風魔幻舟（さふうま げんしゅう）となり、金品を奪う盗賊集団となった。流刑星である二番目の世界ではハイパー線の影響で遺伝子を狂わされ、首から下が亀のようになり、理性も感じられない化け物のような姿に。三番目の世界ではこの地に生息する雪クジラの飼育に乗り出し、小さな掘っ立て小屋と一頭の雪クジラからなる小さな牧場からスタートする。その後牧場を大きくして街を栄えさせ、彼自身も現地の女性を妻にし娘ジイナを授かる。しかし、いつの日にか自身と「ウサギ」を追って現れるだろうコブラを恐れ、彼を高額の賞金首「ネホバ・キッド」に仕立てるが、すっかり改心していた彼は30年後に現れたコブラに対してもはや殺意はなく、コブラも老人となった彼を前に殺意は消え去った。コブラに「ウサギ」を引き渡す代わりに街と牧場を襲う「冬の魔人」を殺すよう頼む。しかし、自身も「冬の魔人」の犠牲となってしまう。
ミランダ・ショー
「異次元レース」のキャンペーンガールとしてGRモータースと契約を結んだ売出し中の美人モデル。「異次元レース」の妨害を図るジェイソンによって命を狙われるも、コブラによって命を救われる。なお、コブラとの会話の中で「ママが1人で金星に……」と発言していることから、美人を輩出していることで有名な金星出身であるらしきことがわかる。
アービン
GRモータース社長。ライバル企業のタヨト社との競争がここのところ劣勢であることに危機感を覚え、「異次元レース」を開催して状況を打開しようと図る。しかし、ワンマン気味な性情からジェイソンに反感を抱かれ、裏切られた。
マッシュ教授
GRモータースと共同で「異次元レース」の開催に関わる人物。地球のバミューダ海域に異次元世界への入り口があることを突き止め、現地に自らが設計した「異次元トンネル」を建設した。また、異次元転送装置である「ウサギ」を開発する。
羅邪鬼（らじゃき）
砂風魔三人衆の一人であるくの一。化け猫のように人間離れした体術と口から超音波を放って敵を粉砕する忍法の使い手。また、体術や毒の扱いにも通じている。同じく三人衆の金竜鬼・銀竜鬼を自らが発する超音波の増幅役として、巨大な目標を粉砕する忍法「山うなり」を使う。そのためコブラ曰く「ボーカル」。
金竜鬼（きんりゅうき）・銀竜鬼（ぎんりゅうき）
砂風魔三人衆の忍者。金竜鬼は爆弾使いで、銀竜鬼は髪の毛を武器として扱う。羅邪鬼によると、この2人は仲間意識が強く、片方が倒されるともう片方は決しておめおめと戻らないとのこと。
伏姫（ふせひめ）
最初の異次元世界で、白鷺城の城主を務める姫。高貴な生まれのせいか男に命令されることに慣れておらず、コブラに出会った当初は高圧的な面を見せるが、敵対する忍び集団砂風魔との共闘でコブラへの心象も変わることに。
ガリア
コブラが第二の世界で最初に遭遇した流刑囚。流刑前は殺し屋を稼業としており、その経験からコブラの実力のみならず彼が異次元世界の人間であることまで真っ先に見抜いた。いずれハイパー線で化け物にされるからと自暴自棄になり、化け物になったかつての流刑囚を殺して回っていたが、「不運な巡り合わせにしがみついてる事自体が不運。運とは力ずくで自分の方へ向かせるもの（運にまで見放されてたら笑ってごまかせ）」というコブラの積極思考に感化され、最後の最後で思わぬ行動に出る。
ベティ、爆弾男、教授
コブラがガリアに次いで遭遇した流刑囚達。ベティは何人もの男を騙してきた結婚詐欺師、爆弾男は手製の原爆を大統領官邸に仕掛けた犯人、そして教授は数々のカジノでイカサマをして荒稼ぎしてきた。ベティ達はハイパー線で化け物になる前に毒を飲んで自殺しようとしていたが、コブラが発案したハイパー線の源である月を破壊するというアイディアに賛同し、爆弾男と教授の知識や技術が大きな役割を果たす。
ジイナ・ジェイソン
コブラがたどり着いた第三の異次元世界で出会った牧場主の娘。その正体は、「異次元レース」編の騒動の元凶たるジェイソンの娘で、コブラのことを知る数少ない人間。牧童達に囲まれて育ったからか、銃の扱いに長けている。
クリント
三番目の世界でジェイソンが営む牧場の牧童頭。牧場の敷地内に現れたコブラを雪クジラ泥棒と勘違いして縛り首にしようとするも、ジイナにロープを撃ち切られて止められる。その後、コブラがジェイソンの依頼を受けた以降は共闘するも、ジェイソンの命で行った雪クジラ捕獲が、不可抗力とは言え結果として「冬の魔人」の凶行を招いてしまった。
エルボ博士
ジェイソンが営む牧場で雪クジラの飼料や雪質の研究開発をしている人物。最も早く「冬の魔人」の正体に気付くが、それをテレビ電話でコブラ達に伝えている途中に襲われ、死を遂げる。しかし、死亡時の状況などからコブラは「冬の魔人」の正体やその能力を突き止めた。
冬の魔人
三番目の世界のエトナ山のふもと「聖なる地」に冬になると降り立つとされる存在。先住民に神聖視されているが、数年前からジェイソンの町や牧場を襲って多くの被害を出している。襲われた者は一瞬で砕け散り、その姿を見た者はいない。その正体は生きた雪であり、蟻のように女王によって統率されている。1体1体は知性を持っている事以外は雪の結晶と変わりないが、群れを成せば生物を一瞬にして凍らせるほどの力を持つ。「聖なる地」とは彼らの越冬地でありエサ場だったのだが、牧場の発展を優先したジェイソンが「聖なる地」の雪クジラを捕獲させた為、復讐として町を襲撃した。ジェイソンを含む大勢の人間を凍らせたが、最後は居場所を突き止められた女王がコブラによって倒され、行動能力を失った雪は全て風に流された。

## 黄金とダイヤからさまよえる美女の伝説まで
マリオ
「黄金とダイヤ」編にて初登場。「人形使い」と呼ばれる第一級のメカニック。鳥の嘴を持つアルマジロのような小さい動物を肩に乗せている。しかし実はその動物の方がマリオであり、マリオだと思われていたスキンヘッドの人間は工具セット兼移動手段の人形である。「人形使い」の異名はそれによる。有り合わせの材料からどんなものでも作り出せるが、同じものを作る事を嫌う。
「マジックドール」編にも登場する。自身の傑作ザナドゥを使用する。コブラ曰くマリオと会うのは4年ぶり。
シュミット
「黄金とダイヤ」編のヒロイン。ダスト星の軍人で階級は中尉。禁猟区でバッファローを撃ったコブラを逮捕する。その後、500トンの黄金と250万カラットのダイヤモンドを運ぶ幌馬車隊の指揮を任されるも、ランドマスターの襲撃によって隊を全滅させられ、自身は「女は殺さない」というランドマスターの掟により囚われる。黒幕であるトルドーの妻にされそうになったがコブラに助け出され、最後はマリオが作った黄金の機関車で脱出した。
トルドー
「黄金とダイヤ」編に登場。ダスト星のコンドル砦の司令官。同時に総督にして判事でもあり、高圧的な言動が目立つ。シュミットが率いる幌馬車隊に騎馬隊の護衛を付けない判断を下したが、それによってランドマスターの襲撃を受けてしまった。しかし実はそれこそが狙いであり、自身はランドマスターのシシト占師に扮し、神の言葉を装ってズー族を操っていた。金とダイヤを独り占めし、シュミットも自分の物にしようとしたが、コブラに出し抜かれて金もダイヤも持ち逃げされ、最後はまきびしで転倒した事でズー族にも正体がばれ、制裁を受けた。
クレイジー・ブル
「黄金とダイヤ」編に登場。ランドマスターで最も獰猛と恐れられるズー族を率いる大酋長。シシトを名乗ったトルドーの指示で幌馬車隊を襲撃し、金塊とダイヤを強奪した。しかし彼自身は白人を嫌悪しつつも教えには忠実で無闇な争いを好まず、シシトの伝える神の言葉に疑念を抱いていた。黄金の機関車で逃走したコブラ達を追いかけている途中でシシトの正体を知り、追跡をやめてトルドーに制裁を加えた。
ボニー
声：白石涼子（2010年TV版）
「黄金の扉」から登場している。ボブカットで帽子をかぶっている。
「黄金の扉」ではガロン星の地下都市に住む女性。かつて流しの腕利きボクサーである兄のマネージャーとして2人で稼いでいたが、暗黒街の顔役ボガードの罠で兄を殺され、借金を背負わされる。地下都市に落下したショックで記憶を失ったコブラと遭遇し、彼の手で敵討ちに成功しなおかつ記憶を取り戻させた。地下都市暮らしのため星を見たことがなかった。
「マンドラド」編では、星の見える某所のバー「SILVER」に勤めている乱暴な口調の女性。
『コブラ・ザ・アーケード』ではAREA1-2の背景にホログラム画像で登場している。
パピヨン
「神の瞳」編に登場する女武器商人。スキンヘッドに蝶型の仮面という異相の美女。眼はもともとなく、仮面に付けられた「眼」で物を見る。金星を支配していた者によって用いられていた一対の指輪「神の瞳」を巡って、ラブスター家のマダム・ロレーヌと争っていたが、コブラがロレーヌからもう1つの「神の瞳」を入手したことによってコブラと争う。「神の瞳」を使って自身とコブラを異次元へ送り、コブラを異次元へ閉じ込めようとしたが、蝶の鱗粉の痕跡が災いしてコブラのサイコガンに撃たれて死亡する。
タロットカードを使って運勢を占う。
影武者を用意するほどかなり用心深いところがある。
バルム
「神の瞳」編に登場するパピヨンの部下である女性サイボーグ。弟と共にパピヨンに浚われてサイボーグとされた。体を伸縮自在に操る。もう1人能力が似たサイボーグがいて共に行動をする。
弟を生かす代わりにパピヨンの手下となっていたが、弟がサイボーグ手術で失敗して死亡し処理され掛けていた所を目の当たりにして、コブラに協力し本物のパピヨンの居場所を教えた。パピヨンに襲い掛かるが、昆虫型ロボット達の光線に当たり死亡する。
マードック
「神の瞳」編でパピヨンに雇われた殺し屋。2枚のカッターを使用して戦う。パピヨンの依頼でコブラの命を狙い、返り討ちに遭って死亡したと思われたがその都度復活しては執拗にコブラに襲い掛かる。最終的に顔の右半部を火傷して河童型の戦闘用サイボーグとして復活し、コブラに再び戦いを挑む。
新しいサイコガンを使ったコブラに他のサイボーグ共々破壊される。
ゆう子
「神の瞳」編のヒロイン。20歳。
かつてサイコガンを鍛え上げ、今は亡き銃作りの名匠・不知火鉄心（しらぬい てっしん）の娘。テレパシーに近い飛心の術により、相手の心に直接話しかけることができる。
サイコガンが疲労限界を迎えて分解してしまったため、コブラは代わりのサイコガンを託されたゆう子の元を訪れる。しかし、ゆう子はコブラにこれ以上人殺しをしてほしくないと、サイコガンを渡すのを一時は拒んだ。しかし、コブラの戦いを見て最早サイコガンは彼の体の一部であることを悟り、コブラに譲り渡した。
戦いの後、コブラは自分がサイコガンに頼り過ぎていたことを悟り、サイコガンを湖に投げ捨ててゆう子と共に生きることを決意するが、バルムの手違いの狙撃によって殺されてしまう。自身の死を予感していたのか湖に沈んだサイコガンを探し、彼への誕生日プレゼントとして遺していた。ゆう子を目の前で殺されたコブラは「なぜだ！なぜ俺を放っておいてくれない!? 死神め、俺は貴様等と縁を切ったはずだぞ！」と泣き叫んだ。
ごくわずかの間ではあるが作中でコブラと新婚生活をしていたただ一人の女性である。
ジム
声：小形満
ボニーの働いているバーのバーテン。
エリザベス・タッカー
声：日下由美（2010年TV版）
「マンドラド」編に登場。一見して何も欠損がないように見えるが、実は左眼は義眼の隻眼の美女。左眼が亜空間の牢獄になっている。そこにシークレットを閉じ込めて人質にし、コブラにナスカ星にあるダイヤの歯を持つ人面草「マンドラド」の親木の種探しを強要する。
元は探検家を夫に持つ平凡な妻だったようだが、精神が崩壊した夫が持ち帰ったマンドラドの若木を見てからは豹変してしまう。仲間を失いながらも何とか種を持ち帰ったコブラを始末しようとするが、逆に自分がマンドラドの種に寄生されて死亡した。最初から約束を守ってシークレットを解放する気は毛頭なく、1度その中に入ったら亜空間の牢獄から逃れる術はなかった。唯一、シークレットが助かるのは自身が死んだ時だけだった。
「耳」、「目」、「鼻」
声：佐々木陸、土方優人、加藤亮夫（2010年TV版）
「マンドラド」編に登場。マンドラド捜索のためにエリザベスに金で雇われたメンバー。それぞれが五感の内の一つが特化した能力を持ち、「耳」は1km先の蚊の羽音も聞き逃さない。「目」は暗闇でも髪の毛一本の色でも識別できる。「鼻」は犬以上の驚異的な嗅覚を持つ。3人の呼び名は能力にちなんだコードネームのような物であり、本名は不詳。
マンドラドの種を探索している途中、「鼻」はジェット・ピラニアに襲われた恐怖心からコブラが止めるのも聞かずに先走って地雷キノコを踏んでしまい死亡。「目」はツタに偽装していた殺人昆虫に喰い殺されてしまう。「耳」はコブラと共に生き残ったが、マンドラドの種を目の当たりにして独り占めを目論むが、マンドラドの特性を知らずに安易に近づいたことで種に寄生されて死亡。コブラにマンドラドの恐ろしさを教える結果となった。
エリザベスの話では生きて帰ったとしてもどのみち皆殺しにされる運命だった。
なお「六人の勇士」編でもクリスタル・ボーイに雇われた「目」「耳」「鼻」と呼ばれる女性たちが登場しており、暗黒神アーリマンの墓を探し出した後にボーイに殺害されている。
エリス・ロイド
声：井上麻里奈（2010年TV版）
「さまよえる美女の伝説」編に登場。自称「古代の歴史を専攻している学生」。視力が悪い訳ではないのだが、賢く見えるように伊達眼鏡を掛けている。
なかなかの美女で、特に眼鏡を外して髪を下ろした姿はコブラに口説かれるほど。しかし「男はみんな何でも金で済むと思っていて考え方が下劣。下品でうぬぼれやで低脳」と手厳しく、特に引き上げた芸術品を壊された際にはヒステリックに当たり散らした。海底の財宝を探していた旧友ジョニーの行方を追うコブラに、強引に同行する。その途中でコブラにも心を許したように思われたが、実はジョニーを殺した一味のボス。目的も「さまよえる美女」の身に付けた財宝だった。コブラに対しても結局は「下品でうぬぼれやで低能」な男だと言い放つが、最後はそのコブラにサイコガンで撃ち抜かれ、自身も「さまよえる美女」に加わるという末路を辿る。

## カゲロウ山登り
リンダ・ウィンザー
声：五十嵐麗（2010年TV版）
「『カゲロウ山』登り」編に登場。ニューヨークの裏社会では顔が知られている美女。毛皮を纏っているためコブラには「プードルかと思った」と評された。
レーダーにも映らず、十年に一度しか現われない幻の山「カゲロウ山」に墜落した旅客機に積まれていた金塊を狙っている。フランクが死んで以後、コブラを仲間にしようと全裸になって誘惑するも断られる。それを逆恨みし、コブラを殺すためコブラの正体を周りの人間に言いふらした。
金塊を独り占めするため、抜け駆けして頂上に上ったが、セバスチャン神父の言葉で山を疑って転落する。
フランク
声：山口りゅう（2010年TV版）
「『カゲロウ山』登り」編に登場。リンダ・ウィンザーの用心棒。
「山を疑うと、山はその人の前（そして足元）から消えてなくなる」という「カゲロウ山」のルールにより山が見えず、ジェットパックのエネルギーも切れてスノーシャークに食べられそうになった所を苦しみを和らげるためレオに銃殺された。
レオ・ゴルドン
声：沢木郁也
「『カゲロウ山』登り」編に登場した。当初は探検家を名乗っていたが、実際には「殺し屋ゴルドン」と呼ばれる腕利きの殺し屋。左利き。
金塊を手にして殺し屋稼業から足を洗おうと考えていたが、セバスチャン神父の言葉で山を疑ってしまい、転落する。
クレイジーマウス姉弟
「『カゲロウ山』登り」編に登場した。当初は漁師を名乗っていたが、実際は銀行強盗を得意とする犯罪者姉弟。通り名の通り、ネズミのキャラクターに扮している。
ジェリー
声：雨蘭咲木子
爆弾作りを得意としている。気の強い姐御肌な性格。
セバスチャン神父の策略によって凍死した。
アニメでは名前が「デイジー」に変更。
ミッキー
声：姫野惠二
ジェリーの弟で、金庫破りを得意とする。山を登っている最中山を疑って転落する。
アニメでは名前が「バッキー」に変更。
ラッキー・ジャック
声：谷昌樹
「『カゲロウ山』登り」編に登場した。当初は毛皮行商を名乗っていたが、本性はイカサマ師。
過去にイカサマカードを使って貧乏人から金を巻き上げていたが、コブラに左目を撃たれ、コブラを恨んでいる。リンダからジョンソンがコブラであることを聞いてコブラを殺そうとするも返り討ちにあった。コブラはセバスチャン神父に殺人を咎められたが、コブラ曰く「死んで当然の奴」らしい。
セバスチャン神父
声：伊藤和晃
「『カゲロウ山』登り」編に登場した、「カゲロウ山」を探し信仰を取り戻すために登る事にしたカトリックの神父。
正体はニセ神父であり、旅客機に積まれていた金塊を得るために旅客機を墜落させたテロリスト。体がサイボーグで左利き。
金塊を独り占めするためにあらゆる策略をし、ジェリー、リンダ、レオを殺害した。頂上に登ったが、落としたはずのコブラが来て首を撃たれて死亡する。
ジェロニモ・ホーン
声：佐々木誠二
「『カゲロウ山』登り」編に登場したアバ族の青年で、船の船頭。
「カゲロウ山」を登る理由は嘗てそこを登った父ロング・ホーンの確認と父の形見を持って帰ること。最終的に、登山メンバーは彼とコブラ（旅客機に乗っていたレディを捜していた）のみが生還者となった。

## 6人の勇士
「6人の勇士」編に登場する、光明神（アフラ・マズダ）の力を受けた勇士達。ブラック・ストーンを手にし、暗黒神（アーリマン）の力を得たクリスタル・ボーイと同等の力を得るためには彼らを探し出し、集めなくてはならない。コブラの持つシルバー・ストーンの導きにより彼らが集結した時、コブラとボーイの力の差はなくなり真の戦いが始まる。彼らと握手すると、握手した二人の手が光り輝く。
ゴクウ
コブラが最初に出会った「6人の勇士」。悪事を働いていたため3年間光明神アフラ・マズダの神殿に囚われていたが、レディと入れ替わりコブラに戻されそうになるも脱出。その後クリスタル・ボーイ傘下の部隊に村人や仲間、恋人のミンミンを殺された。コブラの仲間になろうとしてコブラに断られたが、コブラがゴクウは料理を作れると考えてゴクウを仲間にする（この時手を握っておりゴクウを「6人の勇士」の1人として確認した）。
コブラを「兄貴」と言って慕っているが、コブラは「兄貴」と言われるのを嫌っている。
火山地帯の生まれで、耐熱服なしで高温の場所を普通に移動できる。武器は伸縮および柱並みの太さに変更することも自在の如意棒で、普段は爪楊枝以下のサイズにして耳の中にしまっている。また、雲に乗って飛行することもできる。
モチーフは孫悟空。
ホーク
コブラが2番目に出会った「6人の勇士」にして幻戦士達の頭。出会った時はベンガル星の支配種族である龍族の生み出した幻影生命体の「幻戦士」だったが、弟分のロックが「人間として」死んだのを機に、自分も人間として死にたいと願うようになる。そしてコブラとの友情に目覚めて本物の人間になり、龍族を倒した。
剣術の達人で、竜巻を起こす技を持つが、地中を潜る敵に対しては無力。
ミスティー
コブラが3番目に出会ったダスト星出身の15歳の少女で「6人の勇士」。ダスト星で圧制を強いていたドミンゴ伯爵に対抗するレジスタンスの一員。最初はコブラをドミンゴの手下と見て、ドミンゴの配下の攻撃を回避しながら村に着いたが、村は焼かれて祖父や仲間を失う。コブラに命を救われ、以後共闘する。
お転婆な気性の持ち主で、コブラとのキスを「葉巻くさい」と評し、同じく「6人の勇士」であるドブスンに対しては、キツいことを面と向かって言う。コブラに好意を抱き、何かと気を引こうとするものの、まだ10代半ばということでコブラには子ども扱いされている。
電気を自在に操る能力の持ち主「電気（エレキ）使い」で、電撃やバリアを展開したり、蝶の形にして周囲に放てる他、翼竜や龍の形にして乗り物代わりにでき、コブラから名前を取った犬を作ったりもした。しかし、電気のないところや自身が絶縁体で覆われてしまうとその能力を発揮できないため、ピンチに陥ったことがある（ドミンゴ伯爵に捕まった時）。
ドブスン
コブラが4番目に出会った「6人の勇士」。500隻から成る海賊船団「氷の牙」を率いる、頑固気質の「正統派の宇宙海賊」。武器や麻薬を載せた海賊ギルドの船を沈めていたが、ギルドからの人工生物魔女ゾラに縄張りを荒らされ、コブラと共闘して制した。
コブラとは同じ一匹狼の海賊であり、「6人の勇士」の中で唯一コブラを信用していない。
「氷の牙」の命名由来である、強力な冷気を発生させて周囲の物を凍らせる能力を持つが、力を発揮すると空腹となり、更に消耗すると立ったまま眠ってしまう。
「ギルド」の名を聞くだけで急に周囲の人をどつきたくなるほどのギルド嫌い。
ドブスンと手下（男だけ）はみんな関西弁で話す。
コブラがこれまで共闘した者達の中で、最も大規模な戦力を動員した人物。
第5の勇士がコブラ自身、そして第6の勇士はレディだった。

## ヘル・クルセイダース（地獄の十字軍）
オフェーリア
ヘル・クルセイダース編のヒロイン。コブラと同時にヘル・クルセイダースに入隊した女傭兵。右腕に装着した折りたたみ式の鉄爪による接近戦の名手で、エレファントの操縦試験でもコブラに次ぐ結果を出した。実は「地獄の十字軍」編の舞台となるエルラゴ星の出身で、種族間戦争を止めようと傭兵になったが、コブラ達との共闘で戦争の真の背景を知ることに。コブラと作中で肉体関係になった数少ないヒロインの一人であり、その事でレディがコブラを咎める場面もある。
ザッパ
コブラと同時にヘル・クルセイダースに入隊したドナルド星人。自称「コブラのファン」。お調子者な性格で、戦闘ではセコい手を使うのが得意。
アイアン・ブル軍曹
ヘル・クルセイダース第3小隊を率いる、ゴリラの姿をしたサイボーグ。頑丈かつパワフルな体と強靭な精神力の持ち主で、荒くれぞろいの部下達も彼には頭が上がらない。傭兵だけに戦いの大義より報酬を優先するが、仲間を大切にしたり弱者に手を出さないという温厚な部分もある。右腕が銃となっている。
「バブ・イルの塔」にて、ルービック率いるメドゥサ族に対してタートル号のスーパー・ブラスターの弾を右腕に装填して応戦した。
「ギャラクシーナイツ」編では、コブラの手配書の横に彼の手配書が貼ってあった。
ゴールドマン総統
ヘル・クルセイダース総司令官。その名前の通り金髪の美青年にして黄金を好む性格で、旗艦ムーンフォーカットの自室は成金趣味丸出しのデザインである。エルラゴ星の「秘宝」確保のため、雇い主不在にもかかわらずエルラゴ星の種族間戦争に介入し、聖地「光の谷」への手がかりをつかんでゆく。部下の肉体に密かに微細状の爆弾を埋め込み、失態を犯したり反乱を企む者は容赦なく処刑する。
「秘法」の在りかである「バブ・イルの塔」にて、コブラが造った偽物のムーンレンズでガリアスの扉を開こうとしたが開かず、もう1度行おうとしてガリアスの扉に殺される。
コブラについては情報を有しており、初対面にもかかわらず整形後の顔ばかりか、第2の愛銃パイソン77マグナムまで知っていた。
趣味は昔の戦闘機を集めてコレクションにする事。
ルービック中佐
ヘル・クルセイダース副司令官を務める女将校。狡猾なサディストで、強い男を好む。ゴールドマンの特命を受けて、エルラゴ星の「秘宝」確保に動くも、コブラ達の妨害で失敗。部下を全て失い一人生き残る。ゴールドマンがゼロに、ゴールドマンに刃向かった場合の見せしめとして処刑される。実は生きており、その正体はメドゥサ族のスパイで「秘法」の在りかを知る事が目的だった。
「バブ・イルの塔」で大勢のメドゥサ族を率いて攻め込もうとしたが、スーパー・ブラスターを持ち出してきたブルと交戦状態となる。コブラが「光の谷」である小の月を破壊したことによって星中の女性の額にあったルビーが消えて、ルビーの取り合いが無くなった事で自身の率いて来たメドゥサ族と共に去って行った。
ゲッペル少佐
ヘル・クルセイダース第7機動隊の指揮官を務める肥満体の将校。強欲かつ利己的な性格で、自分の利益のために子飼いの部下と共にヘル・クルセイダースを裏切り、エルラゴ星の「秘宝」を独占しようとした。敵対するものには残忍で、時限爆弾付き弾丸を平然と撃ち込む。
地球ニューヨーク沖を移動していたセント・メリー号に乗っていた金星のロム王国国王と乗客を殺害し、そこに居たコブラに時限爆弾付き弾丸を撃ち込む。このことが切っ掛けでコブラは爆弾の解除を知るゲッペルを探すため、ヘル・クルセイダースに入隊する。
爆弾解除の番号は自身の保険として言わなかったが、コブラ達の策略によって言ってしまい、策略を行った遊園地にて置いていかれる。
またゲッペルの言葉から、コブラ達は「秘法」の在りかを示すムーンレンズの居場所を知る。
ベグラ大尉
ヘル・クルセイダース所属の女将校。ムーンレンズ（コブラが造った偽物）の解読に成功した後、ゴールドマンよりルービック中佐の後任として副司令官に任命され、階級も一気に中佐に昇格するが、「秘法」の在りかを知ったルービックに殺される。
ワンフー
ヘル・クルセイダース第3小隊の隊員。入隊第2訓練であるエレファントの操縦試験において実力の無い新兵を追跡・攻撃する任務に就く。しかし、コブラのサイコガンに撃たれて首を落とされ、乗っていたエレファントをコブラに奪われた。
エルビス
第3小隊隊員。銃を仕込んだエレキギターを愛用している。小隊行きつけの酒場にて仲間であるワンフーを殺したコブラを狙うも、上官のアイアン・ブル軍曹に止められる。しかし、前線基地の兵舎でシャワーを浴びていたコブラを仲間と共に待ち伏せ、返り討ちになった。
マドレーヌ
第3小隊隊員の女傭兵で、エルビスと同じく銃仕込みのエレキギターを愛用。3年前に恋人の賞金稼ぎピーコックがコブラに殺された事で復讐を図るも、失敗した上にシャワー室という場所柄を利用したコブラの作戦により、エルビスの一味を返り討ちにするための「見せ餌」になった。その後もコブラを狙うが、そのチャンスを得た矢先にメドゥサ族に殺される。
ブラックソード・ゼロ
古代火星人が残した設計図によって作られたバトル・アーマロイドで構成された特殊部隊「ブラックソード」に所属していた男性型バトル・アーマロイド。数々の勲章を授与されていて戦闘本能が高く、装甲戦闘ロボット（）の究極の作品といわれている。元々の機体番号は別ナンバーだったが、戦闘能力が高いため「彼を超える者は彼（ゼロ）のみ」という意味合いでゼロのナンバーがつけられた。だが、その性格から部隊の上官と仲間を皆殺しにして、ヨミ流刑星において擬似冬眠（）させられていたが、ゴールドマンの命令で来た兵士達によって脱獄。
コブラを強敵と見ており、コブラが存在する限り自身は「最強の殺人マシーン」ではあり得ないためコブラに戦いを挑む。
ライブ・メタル製の肉体は頑丈なだけでなく強力な再生能力を有し、敵の内蔵を食い荒らすハンタースネイクを体に備え、兵器との融合能力を使いこなすが、ハンタースネイクのような小さい兵器との融合はできない。弱点は心臓を抜かれたら行動不能になることだが、心臓は抜かれても意識はある。
「光の谷」でのコブラとの戦いにて、古代火星人の啓示を聞いたコブラによってゼロの心臓は撃ち抜かれ、最後は行動不能となった。
2019年より連載中の新エピソード「OVER THE RAINBOW」では宇宙を漂流していた際「西の魔女」（あるいはロンブロゾー）と名乗る謎の存在によって復活する。

## リターンコブラ
ジェフ
田舎の炭鉱町の保安官の息子にして、保安官助手を務める正義感あふれる若者。射撃の腕もなかなかのレベル。幼馴染のプリシラに思いを寄せつつ、盲目の彼女の目を治すことを目標にしている。また、かつてプリシラの命を身を挺（てい）して救った「スーパーマン」に対して、少しばかり疑問と嫉妬心を抱いている。そんな矢先にコブラと出会い、共闘することになる。
プリシラ
炭鉱町の酒場で歌姫を務める盲目の女性。幼馴染のジェフに思いを寄せられつつ、かつて命を救ってくれた「ある青年」を待ち続けている。それが仇となり自身のために「スーパーマン」になろうと懸命に戦うジェフを必死に止め、スーパーマンでなくてもいいから生きて欲しいと懇願する。
クレージー・ジョー
声：仁内達之（PCエンジン用ゲーム）
炭鉱町周辺に巣食う無法者たちのリーダー。町に停車する現金輸送列車を狙い、策を弄して列車を制圧するが、その前に一人の男が立ちはだかる。

## ザ・サイコガン
ユートピア・モア
声：鶴ひろみ（プレイステーション用ゲーム）、安藤麻吹（OVA）
地球人の女性生物学者。火星に生息する化石虫を研究していたが、その研究データをジプシードッグに狙われた際の混乱の中でコブラと遭遇。時に反発するも、次第にコブラの本質と海賊ギルドとの因縁について理解していく。やがて、化石虫の研究データに古代火星人の残した秘密があることを知る。
ダック、プーシン、カイ
声：神谷浩史（プレイステーション用ゲーム）、山口登、宮田幸季、駒谷昌男 （OVA）
ダック人のエンジニア3人組。その技術を買われてもう1人の仲間ミゲルと共にジプシードッグに雇われ、次元潜行艦を建造するが、用済みとして処分されかかっていたところをコブラに助けられる（ミゲルは一足遅く死亡）。その後、コブラの救援に来たレディと合流してタートル号のエンジンを改造、異次元潜行能力を付加した。
ダックは「OVER THE RAINBOW」編にも登場。ライブメタル製のアーマロイドにとって死のトンネルである「レインボートンネル」を通る際、レディの代わりにタートル号を操縦するべく同行する。

## ギャラクシー・ナイツ
スペードナイツ
20年前にカオス軍によって陥落したシバ城奪還のため、正体不明の「依頼人」によって集められた者達。シバ城とシバの大王の紋章は槍の穂（スペード）であり、王に仕えていた騎士団は「スペードナイツ」と呼ばれた。それに因み、ジャックの提案で招待状に入っていたトランプのスペードのカードナンバーがそのままメンバーの呼び名になる。「エース（切り札）」はコブラ。
セブン
声：島田敏（プレイステーションコミック）、青山穣（2010年TV版）
2つの頭脳を持つロボットの右側。本名「フランク」。元々は地球人の金庫破りだったが、シカゴの銀行の金庫破りに挑んだ際、間違って別の配線を切ってしまったことで起こった爆発により、居合わせたエイトと共に重傷を負い、仕方なくエイトと半身を共有するロボットの体を入手した。スペードナイツでの役割は鍵空け要員だが、技術はともかく小心者の性格のため詰めが甘い部分がある。「スペードナイツ」の最後の1人であるキングを救って脱出する際、他の囚人の牢獄も解き放ち、自分達を追おうとしたザールを彼らの手で始末させて倒した。
宝を目の前にして、本性を現したクイーンに射殺される。
エイト
声：小林優子（プレイステーションコミック）、折笠富美子（2010年TV版）
ロボットの体を共有するセブンと共に集められた、ロボットの左側。本名「ジュディ」。セブンの情婦だったが、彼がシカゴの金庫破りに失敗した際に巻き込まれる形で肉体を失う。小心者のセブンに比べて強気な気性でセブンと言い争うことが多いが、本心はセブンを愛している。セブンよりもシバ城の財宝を元手に人間の体を取り戻す意欲が強く、セブンが眠っている隙にコブラに迫る場面もある。なお、頭部が白黒テレビであることを一番気にしている。フランクを失い、口ではせいせいしたと言いながら嘆き悲しんでいた。コブラにルビーのペンダントを渡され、生身の肉体を手に入れろと言われた。
ナイン
クイーンの計画をおぼろげながら察したカオス軍が送り込んだカオス兵のスパイ。他の「スペードナイツ」たちと顔を合わせる前にいち早くクイーンによって倒される。
テン
声：不明（プレイステーションコミック）、池田ヒトシ（2010年TV版）
クイーンの計画をおぼろげながら察したカオス軍に送り込まれ、「スペードナイツ」に紛れ込んでいたカオス兵のスパイ。招待状に同封されていたスペードのトランプはシバの大王に仕えた「スペードナイツ」と同様に、シバ城奪回のメンバーとして集められた自分達も「スペードナイツ」という意味だと考察した。ベルトにエネルギーシールド発生装置を仕込んでいたが、クイーンの放ったシールド貫通弾によって倒された。しかし、既に「スペードナイツ」の集合場所をカオス軍に報告していたのか、結果的に「スペードナイツ」の面々はカオス軍の奇襲を受け、生存者は「エース」であるコブラを含め「5名」だけとなった。
ジャック
声：戸谷公次（プレイステーションコミック）、天田益男（2010年TV版）
爆弾使いのドナルド星人。頑丈な円形の盾を持ち、戦闘時は防御だけでなくフリスビーのように飛び道具として使用する。嘗て親友の賞金稼ぎキラーブルがコブラに返り討ちにされたことでエース＝コブラと判明して以降は仇と狙うが、シバ城の財宝を入手するまでの間は共闘することに同意した。ただし、街中で見つけたコブラの手配書はずっと所持していた。スペードナイツでの役割は盾を用いた戦闘&爆破要員。
クイーンの左腕に仕込まれた銃で盾が通用せず、ロミナ王妃と同様に跡形もなく焼き尽くされて死亡する。墓標にはエリスが財宝を捧げた。
クイーン
声：小山茉美（プレイステーションコミック）、皆川純子（2010年TV版）
「素手で99通りの殺し方を知る」と語る女殺し屋。その実力は、シールド貫通弾等様々な銃弾を放つ実弾銃や接近戦用の曲刀の扱いが見事に証明している。もう1つの武器は左腕に隠した銃で、ジャックの盾を破壊するほどの威力を持つ。常に冷徹な性格だが、コブラに対してはこれまで数々の修羅場をくぐった者同士のためか、心を許す場面も見せた。スペードナイツでの役割は暗殺&戦闘要員。
実は彼女が「スペードナイツ」の面々を集めた「依頼人」であり、人間の姿をしたカオス人であったが、精神保存球を回転させるためのオイルの匂いを誤魔化すために使用している香水「パリュール」が招待状に付着していたことでコブラには最初から正体がバレており、シバの大王に対する恩返しのために敢えて泳がされていた。しかし、彼女の動機や目的、そして「人間のような欲」を持っていたため、彼女自体がカオス兵の常識から外れた存在であることは流石にコブラも読めなかった。その欲が仇となり、カオス王により無理矢理に吸収・同化される。同化=死を意味するため、自身が殺そうとしたコブラにすら助けを求めて断末魔の叫びを城内に響かせた。
キングの妻・ロミナ王妃を殺した張本人。キングの勘違いを利用して最終的に一番の障害となるコブラの抹殺を企むが、その展開を最初から予想していたコブラに躱されてしまう。
キング
声：屋良有作（プレイステーションコミック）、藤真秀（2010年TV版）
「計画書」でシバ城への道を知る案内人とされた人物。左半身の胸から太腿にかけて女性の姿をした刺青がある、象の仮面を被った大柄の男。カオス軍占領下のギザラの町で奴隷商人ザールの闘技奴隷として囚われていたが、コブラ達によって妖精族のエリスと共に救出された。20年前に傷を負い記憶喪失の状態だったのを森でエリスに助けられ、それ以降は彼女と共に生きていた。
実はシバ一族の長でありカオス軍に滅ぼされたシバ大国の国主「シバの大王」その人であり、コブラの命の恩人。自身を暗殺しようと襲って来たカオス兵のほとんどを斬撃で倒すが、クイーンの左腕の銃で最愛の妻・ロミナ王妃を殺され自身は生き延びるも記憶喪失に陥ってしまう。エリスを救おうとして負傷した際、記憶が戻るも憎い仇敵である相手のシルエットを男性だと誤認し、また左手で銃を使う人間は幾らでもいるものの「左利きで銃を使う男」といえばコブラという印象が強かったことで彼を犯人だと誤解してしまう。「以前にもシバ城に来たことがある」と話していたコブラの前で仮面を外し、「私の顔に見覚えはないか？」と尋ねた際、コブラが「見覚えがある」と答えた為に詰め寄るが、コブラ達によって奴隷としての身分から解放されたことをエリスにたしなめられ思い留まる。そして宝物庫で本性を現したクイーンがジャックを射殺する瞬間を目撃したことで、妻を殺した「左利きで銃をつ人間」がコブラではなくクイーンである事を思い出す。真相が明らかになった後、ジャックの遺品の中にあったコブラの整形前の顔の手配書を見てカオス軍との開戦前の出来事が脳裏に甦る。財宝を盗みに来て捕まり処刑寸前だったコブラに最後に欲しいものを問うと「防弾チョッキ」を要求されて大爆笑し、カオス軍との戦闘で大勢死ぬのだから泥棒くらいは助けてやれと部下に命じて救ったコブラが去り際に必ず恩を返すから死ぬなと言っていたことを思い出し、コブラが「借り（恩）」を返しにやって来たことを悟る。スペードナイツでの役割は先述した案内人&肉弾戦での戦闘要員。
身体の黒い女性の刺青と思われているものは実は刺青ではなく、嘗てクイーンとの戦いで自身を庇って銃の超高温の熱線により跡形もなく殺された妻・ロミナ王妃が焼き付けられたものである。
トゥー、スリー、フォー、ファイブ、シックス
声：伊牟田大、横井伸明、皆木俊彦、雨宮弘樹、木村雅史（2010年TV版）
クイーンにより集められたスペードナイツだったが、カオス軍の襲撃により呆気なく絶命した。
エリス
声：富沢美智恵（プレイステーションコミック）、川澄綾子（2010年TV版）
「ギャラクシーナイツ」編の舞台であるシバ大国、サルドーラ出身の妖精族。耳が尖っている。20年前に記憶を失い森をさ迷っていたキングと出会い、彼の命を救った心優しい少女。その後、キングがその力を狙ったザールに捕らえられた際、キングの精神をなだめる精神安定剤として彼女も捕らえられるが、コブラ達によってキングと共に救出される。精神と肉体を分離して翼の生えた精神体で離れた場所へ移動できる能力の持ち主だが、精神体が捕らえられると肉体の方も精神体側と同化する形で捕らえられてしまう弱点を持つ。歌うような不思議な言語でパルチザンとなってカオス兵と戦うロッグ人とコミュニケーションが可能である。
ザール
声：銀河万丈（プレイステーションコミック）、廣田行生（2010年TV版）
カオス軍占領下の港町、ギザラに館を構える奴隷商人。キングをはじめとする奴隷を大勢抱え、奴隷同士の戦いを見世物にしている。彼自身はカオス人ではないが、館には護衛のカオス兵がおり、地下水路には潜水艦があった。セブンが牢獄を開けて他の囚人を解放したため、憎悪の炎が燃えるままに虐げていた囚人に惨殺された。
カオス王
声：不明（プレイステーションコミック）、五王四郎 （2010年TV版）
カオス兵の頂点に立つ存在。他のカオス兵が精神保存球とその器である肉体から構成されているのとは対照的に、彼は龍の姿をした精神体で構成されている。ただし、カオス人としての母星以外では精神を保存球に入れなければ生きられないという根本的な弱点だけは変わらず、コブラが仕掛けた爆弾によって消滅する。それにより、女王蜂的な存在が消えたことで他のカオス兵も倒れた。

## タイム・ドライブ
シェラザード
声：ちふゆ（OVA）
他人の記憶を通じてその過去へと「潜航」していく時間潜水（タイム・ダイブ）能力の持ち主。
レディの体、存在そのものがうつろになっていくという異変が生じ、その原因がレディの過去にあると見たコブラは、彼女の制止を振り切ってレディの過去へ「潜入」する。
ギロス
声：楠見尚己（OVA）
20年前、サンボーン公国で占い師をしていたが、公国を乗っ取って暴虐の限りを尽くす。変幻自在にして不死身の怪物でもあったが、公国のエメラルダ姫（過去のレディ）と助っ人の海賊コブラに敗れ、居城ごとブラックホールに叩きこまれた。
魔二童（マニドウ）
声：小杉十郎太（OVA）
ギロスのお抱え用心棒で、暗黒剣の達人。能面のような白い仮面をつけ、体からは無数の刃を突き出すことが可能。胴を撃ち抜かれても死ぬことはなく、身に危険が迫れば帰巣装置によってその体は瞬時にギロスの城に転送され、傷は修復される。また、彼の手下はエメラルダ姫が引き連れていた部下と同じく身に着けているベルトのバックルが光ると剣に変身し、空中を浮遊して相手を攻撃できる。
奴婆（ヌバ）
声：宮澤正（OVA）
魔道科学士で、ギロスの城に住む魔物を多数製作した。ギロスを倒そうとして捕らわれの身となったエメラルダ姫を、「手術」と称して化け物の姿に改造する機械にかけようとしたところを、そこに現れたコブラの手で自分自身が機械にかけられたために下半身は虫のような形になってしまう。
パロマ
声：牛田裕子（OVA）
町酒場の歌姫。兄が豪商ボラに金貨50枚の借金をしていたために、国王の即位式を行おうとしていたギロスの貢物として連れ去られそうになるが、ジョー・ギリアンを名乗った20年後から来たコブラに助けられる。
レイラ
声：東條加那子（OVA）
ギロスの城にいた踊り子。かつてギロスの城から財宝を盗み出そうとした際、コブラは彼女と親密な仲となり秘密の抜け道などを聞き出した。タイム・ダイブで20年前のサンボーン公国にやってきたコブラはコブラの兄の「ジョー・ギリアン」として、別人の姿で彼女の前に現れる。

## ブルーローズ
竜樹
マカオの女ボス。
一見コブラ世界ならではの美女だが、実は120歳の老婆で、秘薬で若さを保っている。しかしそれも限界に近づき、コブラと情報屋のジャックが探す幻の秘宝「ブルーローズ」とは不老不死の妙薬だと信じ、強引にコブラと手を組む。
ザイラー
海亀型の惑星間戦闘用重装歩兵サイボーグ。
元連邦軍兵士・銀河パトロール隊員だが、人の姿を捨ててまで戦争と虐殺に明け暮れる日々に疲れ果てて脱走。「ブルーローズ」とは、救いの手となる「神が見せる真実」だと信じて探し続けている。
「OVER THE RAINBOW」編では重装海兵隊ヘルズ・エンジェルス第七大隊隊長として再登場。ブラックソード軍団との戦いに巻き込まれたシークレットを助けた。

## マジックドール
ジータ
マハドーマ星奴隷島のギルドに雇われた兵士にして牢番。頭と体は別々の生命体でジータは頭の方。体は人型で知能は無く、頭は魚の生物で知能あるが水槽に入って居なければ生きて行けない。コブラが「マーラ」の巻物を探しに来た事で奴隷島の宝をコブラと山分けにするためコブラと協力するが、「マーラ」の巻物しか取れずコブラとマリオと共に「マーラの源」を捜しに同行する。
ラナ
「マジックドール」編に登場。魔女学校を卒業した14歳のマハドーマ人の少女。
暴走族さながらに箒型マシンを駆ってギルド相手のレジスタンス活動をしていたが、仲間は賞金稼ぎに襲われて全滅。たまたま居合わせたコブラに助けられたが、コブラはラナとの協力を断った。マリオが「マーラ」の巻物に示していたドラキュラ城の居場所を知っていたのはラナだったため「マーラの源」捜しに同行する。
ドラキュラIII世
「マジックドール」編に登場。吸血鬼ドラキュラの末裔。
ドラキュラ城の城主で吸血鬼だが、棺桶型のサンマシーンで日焼けをし、首には十字架を下げるクリスチャン。更に服装はハードロックスター風、言動はワイルドだが、たまに貴族らしい言動もある。愛用ギターは、ジョン・レノンと同じリッケンバッカー・325。
戦う時は悪魔のような姿となり光線兵器の攻撃を受けても光線を通過させるが、物を持つ為に実体化したら光線は通用する。また、ドラキュラは十字架を見せられても強いが自身の体に十字架を刺されたら弱い。
マハドーマ星の危機に際し、メガ・カーンに恋人であるアラバスターが人質に取られてでギルドに抵抗せず、ただ自分の領地に引きこもって人をさらい、魔物として自分の兵隊にすると恐れられているが、魔物の正体はマハドーマ星のレジスタンス「パルチザン」の仮の姿。
ザナドゥ
「マジックドール」編にてマリオと共に登場。ラバープラスティック製の人形で、外観はおろか肌触りまで人間の女と全く同じ。本来はマリオが操作する操り人形に過ぎないが、魔力に満ちたマハドーマ星の環境によって意識が芽生えた。

## OVER THE RAINBOW
オズの魔法使いにちなんでいる。
ドロシー
ドミニクの風貌を持つ銀河パトロール隊員・シークレットの依頼でコブラが護衛をすることとなった田舎娘。カンザス出身の15歳。なまりがキツく自身を「オラ」と呼ぶ。口も悪いが風貌自体はそれなりに美しい。後述する「オズ大王」と関係があるらしく、ブラックソード軍団打倒の鍵を握る3人の仲間の存在を感じる事ができる。
トト
ドロシーの愛犬。しかし実態はタイタンの不定形動物であり、自在に変身が可能。普段は犬に似た姿を取るが、耳が大きく頭には二本の触覚を持ち、狸のような尻尾がある事からコブラには「バケモノタヌキ」と呼ばれた。人語も話せる。
カカシ
ドロシーの仲間の1人。名前通りの案山子だがロボットであり、会話も可能。本人曰く「頭があまりよくねえ」らしく、ドロシーとはオズ大王の所へ行けば脳ミソが貰えるという約束をしている。しかし挿入されている2020年のICチップを最新のICチップに差し替えただけで運動能力が上がり、仮想メモリを増やして自分のデータを書き換えるほどに高性能である。
キコリ
ドロシーの仲間の1人で、ブリキ製ロボットの木こり。渓谷に変えられたマンハッタンでギルドに奴隷として使われていたが、ノルマを達成できずストーブに作り変えられてしまっていた。目からライトを照らす機能はあるが、点灯すると自身の目が見えなくなってしまう。
西の魔女（ロンブロゾー）
巨大で奇怪なデザインの宇宙船らしき物体と一体化している存在。一応外見は女性的である。ブラックソード・ゼロを復活させるが服従させるためゼロの心臓に10万テラヘルツのショックウェーブを仕込むなど、慎重かつ狡猾。
太陽系を破滅させるため、かつてゼロが所属していた特殊部隊「ブラックソード」の一個師団を呼び寄せることを命じるが、前提としてゼロを倒したコブラ抹殺を優先させる。
オズ大王
かつて「ブラックソード」（ゼロが所属していた師団とは別のチーム）を「カニ星雲」で壊滅させた強大な力を持つ存在。西の魔女が目的とする太陽系壊滅のためには邪魔な存在。銀河系に迫るブラックソード軍団に対抗する唯一の希望とされ、コブラは『オズの魔法使い』よろしくドロシーらをオズ大王の元へ護衛する仕事を引き受ける。

## ゲームオリジナル
ライト博士
声：槐柳二
『コブラII 伝説の男』に登場。考古学・科学・医学に精通する天才博士。
ガルシア
『コブラII 伝説の男』に登場。地下プロレスでコブラと戦う殺し屋。